# Scultura romana

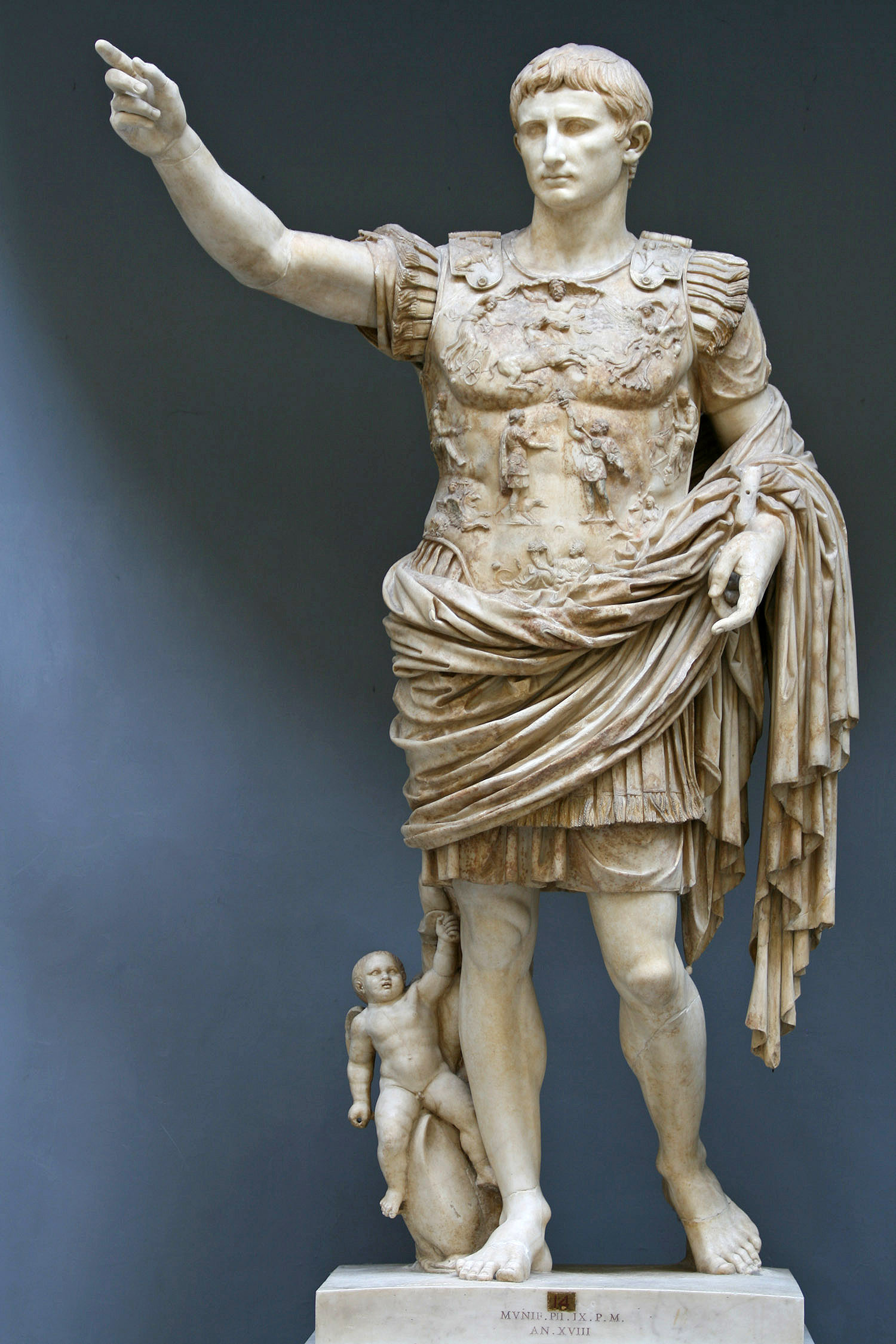
Augusto loricato, Musei Vaticani

La scultura romana si sviluppò in tutta la zona di influenza dell'Impero romano, con il suo centro nella metropoli, tra il VI secolo a.C. e il V secolo d.C. Roma ebbe una propria arte e scuola autoctona e indipendente, anche se inserita nei continui rapporti e traffici in tutto il bacino del Mediterraneo e oltre. In origine si ispirò alla scultura greca, principalmente attraverso la mediazione etrusca, e poi direttamente, attraverso il contatto con le colonie della Magna Grecia e con la stessa Grecia continentale nel periodo ellenistico. 
La tradizione greca continuò ad essere un riferimento costante durante tutto il corso dell'arte scultorea a Roma, ma contraddicendo un'antica e diffusa opinione che i Romani fossero solo meri copisti, ora si riconosce che non solo furono capaci di assimilare e sviluppare le loro fonti con maestria, ma anche di apportare un contributo originale e importante a questa tradizione, visibile specialmente nel ritratto, genere che godette di singolare prestigio e che lasciò esempi di grande perizia tecnica e alta espressività, e nella scultura decorativa dei grandi monumenti pubblici, dove si sviluppò uno stile narrativo di grande forza e carattere tipicamente romano.
Dopo il consolidamento dell'Impero romano, altre influenze straniere, soprattutto orientali, determinarono una progressiva separazione dal canone greco verso una semplificazione formale di tendenza astratta, che stabilì le basi dell'arte bizantina, paleocristiana e medievale. Questo processo, tuttavia, si intercalò con vari periodi di recupero del classicismo, che oltre a rafforzare il vincolo simbolico con il passato furono utili per il mantenimento della coesione culturale e politica del vasto territorio. Neanche la cristianizzazione dell'impero poté determinare l'esclusione dei riferimenti classico-pagani dalla scultura romana, e fino al V secolo, quando l'unità politica si ruppe definitivamente, i modelli classici continuarono ad essere imitati, ma adattati ai temi del nuovo ordine sociale, politico e religioso che si era instaurato.
Per quanto questa sintesi tenti di mantenersi in una cronologia più o meno ordinata e cerchi di stabilire la specificità di ciascuna fase, lo studio della scultura romana si è rivelato una sfida per i ricercatori essendo la sua evoluzione tutt'altro che logica e lineare. I tentativi di imporre un modello di sviluppo formale come un sistema organico sulla storia della scultura romana si mostrano inaccurati e poco realistici. Malgrado le divergenze tra gli studiosi su molti punti, ormai si ha un'idea più o meno chiara sulle caratteristiche generali di ogni tappa evolutiva, ma il modo in cui tali caratteristiche si evolsero e si trasformarono da una tappa all'altra ha dimostrato di essere un processo molto complesso che è ancora lontano dall'essere ben compreso. Una tendenza duratura allo storicismo e all'eclettismo, ancora più pronunciata di quella osservata durante l'Ellenismo, insieme alla presenza di stili ben differenziati nella scultura prodotta in uno stesso momento storico per le diverse classi sociali, e anche dentro un'unica classe, tenendo conto delle necessità di ogni tema e situazione, rendono la questione ancora più intricata.
Oltre al grande merito intrinseco della produzione scultorea romana, l'abitudine generalizzata della copia di opere greche più antiche e la permanenza di allusioni al classicismo greco lungo tutta la sua storia, anche attraverso il Cristianesimo primitivo, mantenne viva una tradizione e un'iconografia che in altra forma avrebbero potuto perdersi. Dobbiamo a Roma, così, buona parte della nostra conoscenza della cultura e dell'arte della Grecia antica, e in più la scultura romana – insieme a quella greca – ebbe un'importanza fondamentale nella formulazione dell'estetica del Rinascimento e del Neoclassicismo, attestando la sua vitalità e il suo significato nei tempi moderni, oltre ad essere considerata oggi come uno dei corpi artistici più importanti della cultura occidentale, come provano l'immensa quantità di studi specializzati di cui è oggetto e il fascino che ancora esercita sul grande pubblico.

## Il ruolo della scultura nella società romana

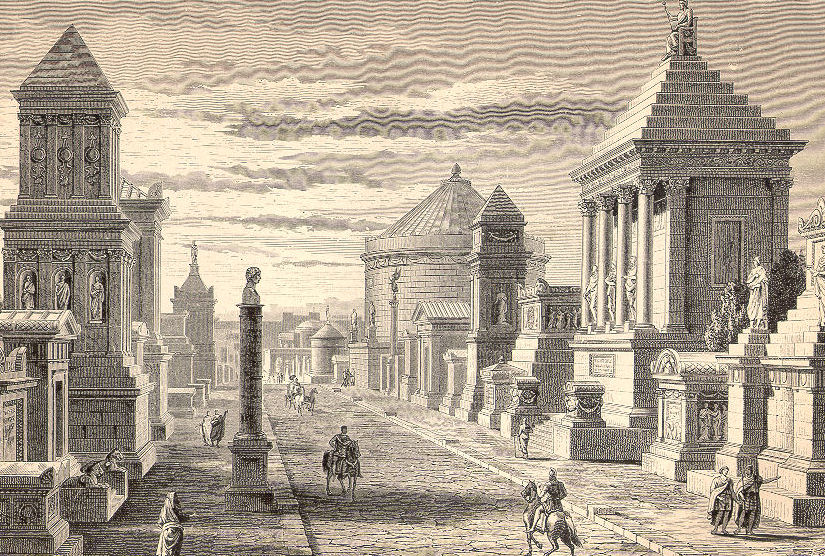
Ricostruzione ipotetica della Via Appia, nell'antica Roma

Era una società fortemente visiva. Con la maggioranza della sua popolazione analfabeta e incapace di parlare il latino erudito che circolava fra l'élite, le arti funzionavano come una specie di letteratura accessibile alle grandi masse, che confermava le ideologie e divulgava l'immagine di eminenti personalità. In questo contesto, la scultura godette di una posizione privilegiata, che occupava tutti gli spazi pubblici e privati e riempiva la città con innumerevoli esempi di varie tecniche. Gran parte della scultura prodotta a Roma appartiene alla sfera religiosa o è in qualche maniera ad essa legata. Perfino i ritratti avevano frequentemente associazioni con il sacro, e così come in tutte le culture, Roma non si discostò dalla pratica di produrre immagini propriamente di culto, che erano presenti dai grandi templi pubblici fino alla più modesta delle abitazioni. Non solo i grandi generi scultorei in bronzo e in marmo divennero comuni – la statuaria, i grandi sarcofagi, i rilievi architettonici, i cammei intagliati in pietre preziose –, ma più ancora le statuette in terracotta, le semplici lastre funerarie, le maschere mortuarie in cera, il cui costo era alla portata delle classi più basse, e senza parlare delle monete, che possono essere viste come una specie di rilievo in miniatura ed erano diffuse anche tra la massa del popolo. Jaś Elsner dice:

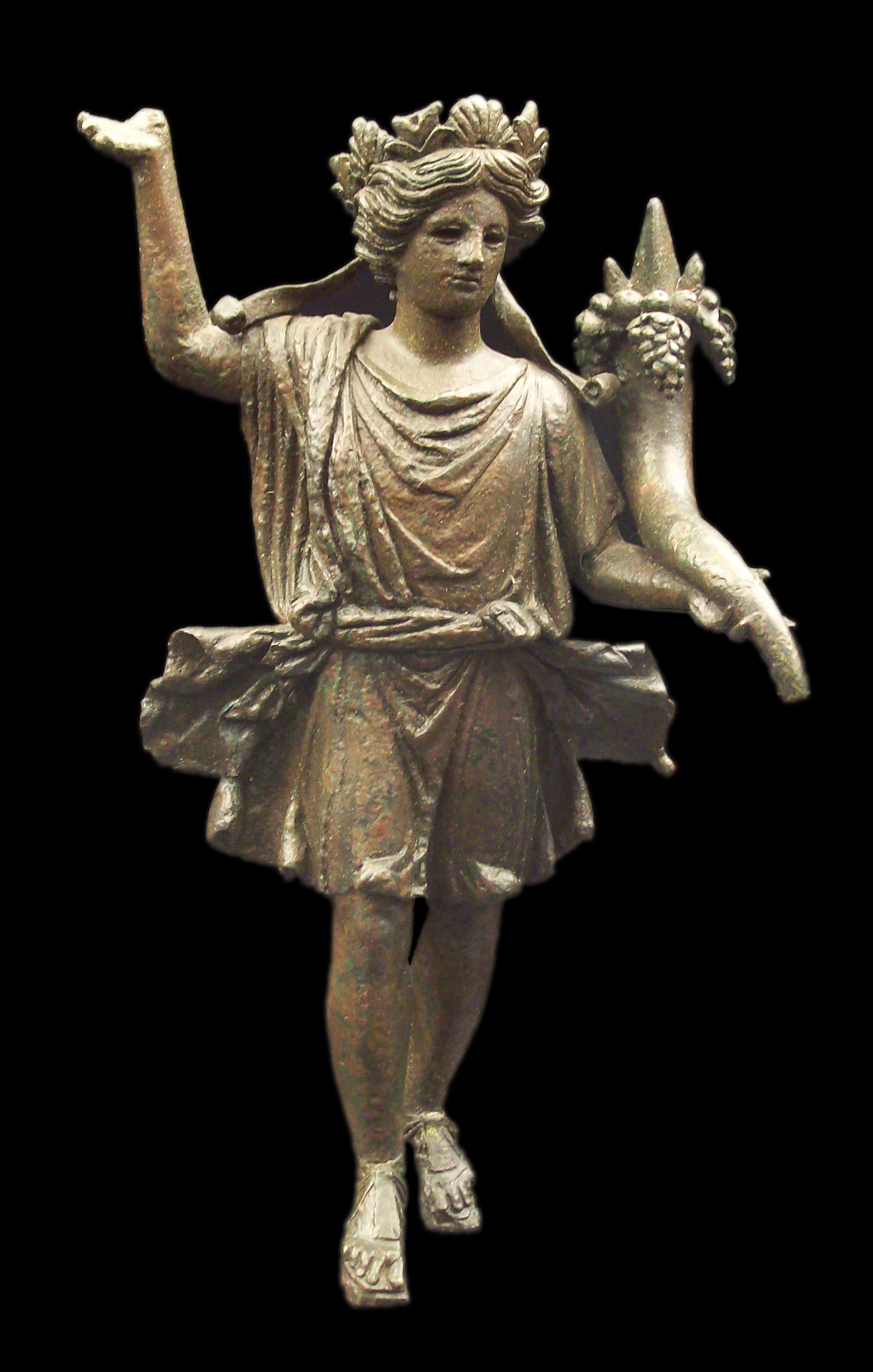
Lare romano in bronzo del I secolo d.C., M.A.N., Madrid

Quando il Cristianesimo diventò la religione ufficiale, il ruolo dell'arte cambiò radicalmente, anche se non aveva perso la sua importanza centrale. Il dio cristiano non era conosciuto attraverso le immagini, ma attraverso le scritture e i loro profeti e commentatori. Tuttavia, la scultura e il suo repertorio di rappresentazioni naturalistiche convenzionali fu adottata dalla chiesa nascente per la composizione di allegorie e continuò ad essere praticata nella sfera laica pubblica e privata come decorazione, come registro storico o per il ritratto fino al crollo finale dell'impero, anche come modo di enfatizzare l'eredità classica condivisa da tutti e al fine di stabilire l'unità culturale in un momento in cui le periferie cominciavano a sviluppare culture proprie con un alto grado di indipendenza e diventava sempre più complicato il compito di mantenere il territorio unificato.

## Contesto storico

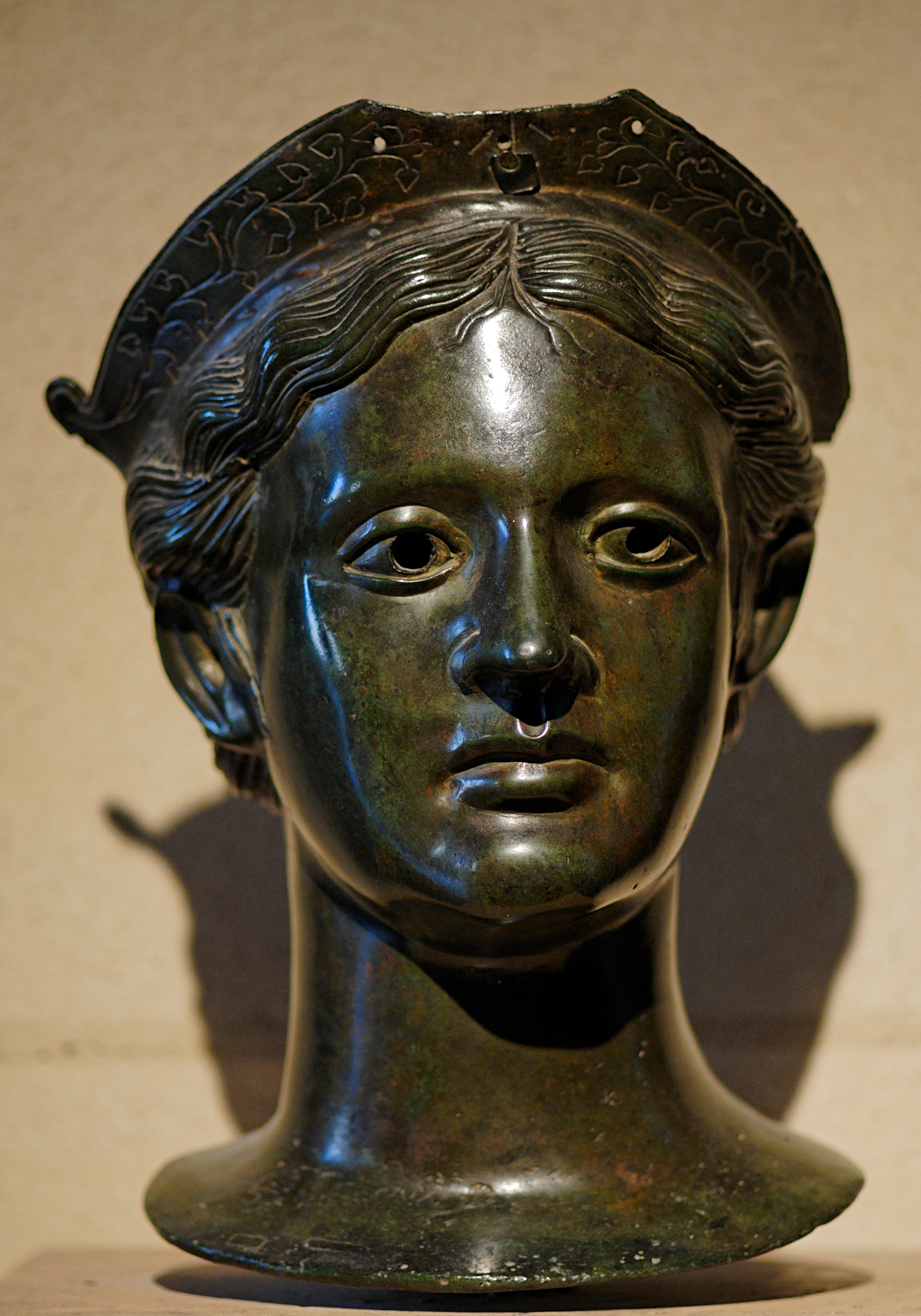
Scultura tardo-etrusca, II secolo a.C., Museo del Louvre

L'origine di Roma è controversa, probabilmente fu fondata a metà dell'VIII secolo a.C. da una mescolanza di popoli italici che vivevano nella regione del Lazio dal X secolo a.C. Alcuni sostengono la tesi che fu fondata dagli Etruschi, che vivevano al nord, e il mito dice che la sua fondazione si deve a Romolo e Remo, discendenti di Enea, eroe di Troia. Altre evidenze suggeriscono fortemente la presenza di gruppi di immigranti transalpini, celtici e germanici, che avrebbero lasciato i loro tratti fisici in alcune famiglie dell'aristocrazia romana, come i Flavi, e sarebbero stati la causa della presenza di nomi come Rufus e Rutilius (rispettivamente «rosso» e «arrossato») in un popolo di carnagione fondamentalmente scura.

### Tradizione etrusco-romana
Tra il VII e il VI secolo a.C. gli Etruschi dominarono la parte centro-settentrionale della penisola italiana, e almeno alcuni dei semi-leggendari re di Roma furono etruschi. La loro arte, che già era in larga misura un'interpretazione dello stile greco arcaico, divenne l'arte dei Romani. Così come avrebbero fatto più tardi con l'arte greca, i Romani non solo copiarono i modelli formali etruschi, ma nelle proprie guerre contro di loro si appropriarono delle loro opere d'arte e le presero per la decorazione della propria capitale. Le prime sculture realizzate a Roma di cui si ha notizia datano dal VI secolo a.C. e il loro stile è totalmente etrusco. Il famoso Apollo di Veio, di questa epoca, ci dà una buona informazione sulle tendenze estetiche allora vigenti.

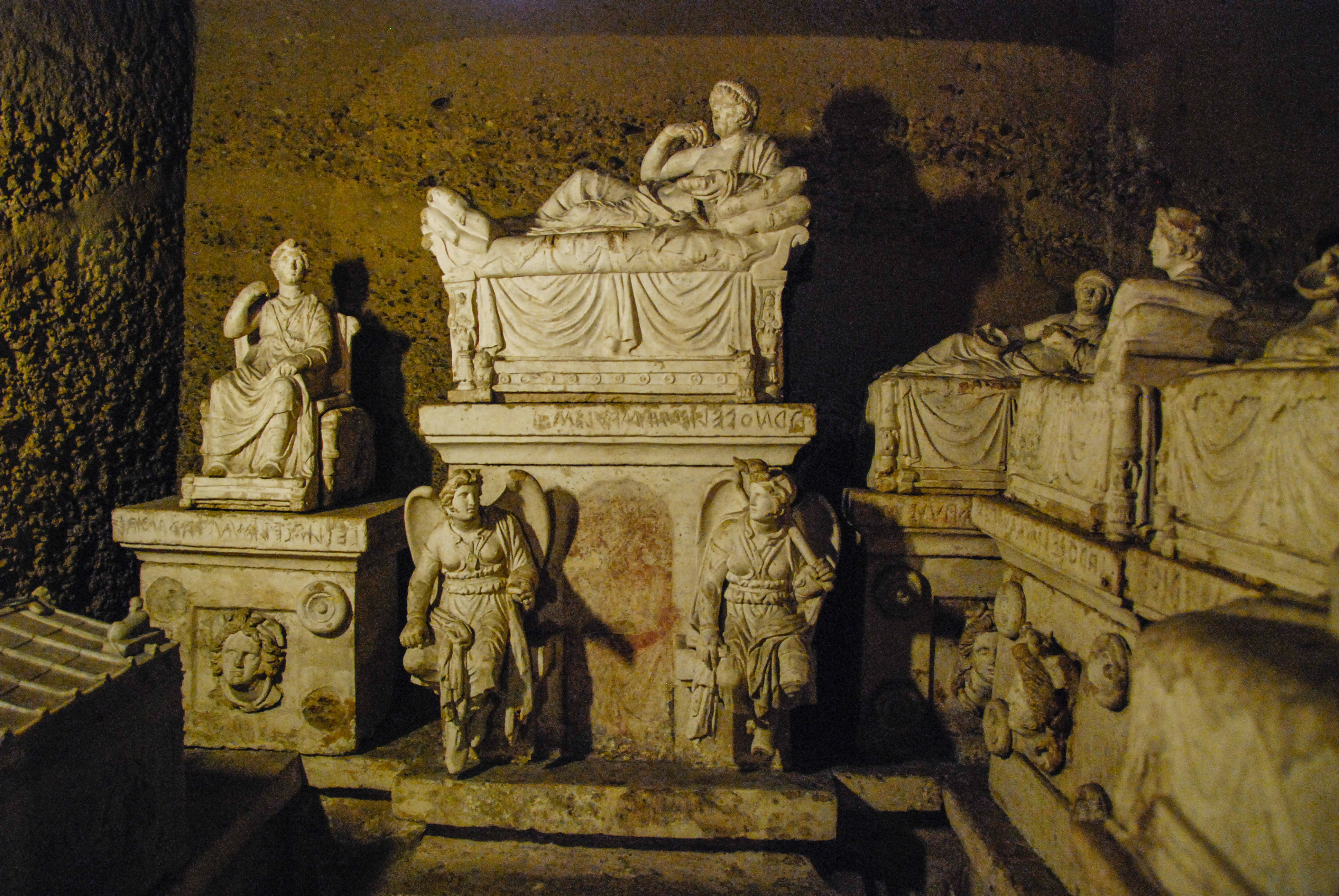
Ipogeo dei Volumni, a Perugia, arte etrusca di transizione al dominio romano

Gli Etruschi erano esperti in vari generi scultorei, dalla statuaria funebre e dai sarcofagi fino ai gruppi monumentali, e in molti aspetti anticiparono l'estetica del prosaico che i Romani avrebbero sviluppato più tardi. Furono maestri nelle «scene di genere», che rappresentavano la vita comune, persone del popolo in attività caratteristiche, e anche nel ritratto si mostrarono artefici di prim'ordine. Ma forse dove erano stati più originali fu nell'arte funeraria. Svilupparono una tipologia specifica per le urne funerarie, che consisteva in una cassa decorata con rilievi e chiusa da un coperchio nella quale vi era un ritratto reclinato del defunto, a corpo intero, a volte accompagnato dal proprio coniuge, un modello che i Romani avrebbero adottato in molti dei loro sarcofagi. Il Sarcofago degli Sposi del Museo nazionale etrusco, e l'Ipogeo dei Volumni, una cripta a Perugia con vari sarcofagi, sono esempi ben conosciuti. Malgrado il progressivo abbandono della tradizione etrusca durante la fase ellenistica che sarebbe venuta in seguito, tracce di essa si troveranno ancora fino all'epoca di Augusto.

### Ellenismo e Neoatticismo
Intanto, la Grecia evolveva verso il suo classicismo, il cui apogeo si verificò nel IV secolo a.C. In quell'epoca Roma iniziò la sua espansione verso il sud, già indipendente dagli Etruschi dopo quasi un secolo di lotte per la supremazia regionale, entrando in contatto più intimo con l'arte greca attraverso le colonie della Magna Grecia, la cui cultura sofisticata impressionava i Romani. Poi, i nobili di Roma cominciarono a desiderare opere greche nei loro palazzi, e ingaggiarono artisti greci perché realizzassero copie delle composizioni più celebri, a volte pagando prezzi favolosi per esse.
Poco più tardi, Alessandro Magno conquistò la Grecia e portò la sua arte fino all'India passando per la Persia e arrivando anche all'Egitto. L'impatto di questa espansione ebbe due significati, uno sui popoli conquistati, definendo nuovi orientamenti per la loro cultura e la loro arte, e uno inverso sulla stessa cultura greca, che assimilò una varietà di elementi orientali. Con la frammentazione dell'impero alessandrino dopo la morte del conquistatore, si formarono vari regni di radice locale – Bitinia, Galazia, Paflagonia, Ponto, Cappadocia, l'Egitto della dinastia tolemaica –, che incorporarono nuovi costumi greci, evolvendo poi in maniera propria. A questa fusione di influenze orientali e greche si deve il nome di Ellenismo. L'interesse per il passato fu una caratteristica distintiva del periodo. Si fondarono i primi musei e biblioteche, come a Pergamo e ad Alessandria, uscirono biografie degli artisti più notevoli, la critica d'arte si sviluppò e i viaggiatori descrissero la geografia, la storia e i costumi delle varie regioni che visitavano nelle prime guide turistiche mai scritte.

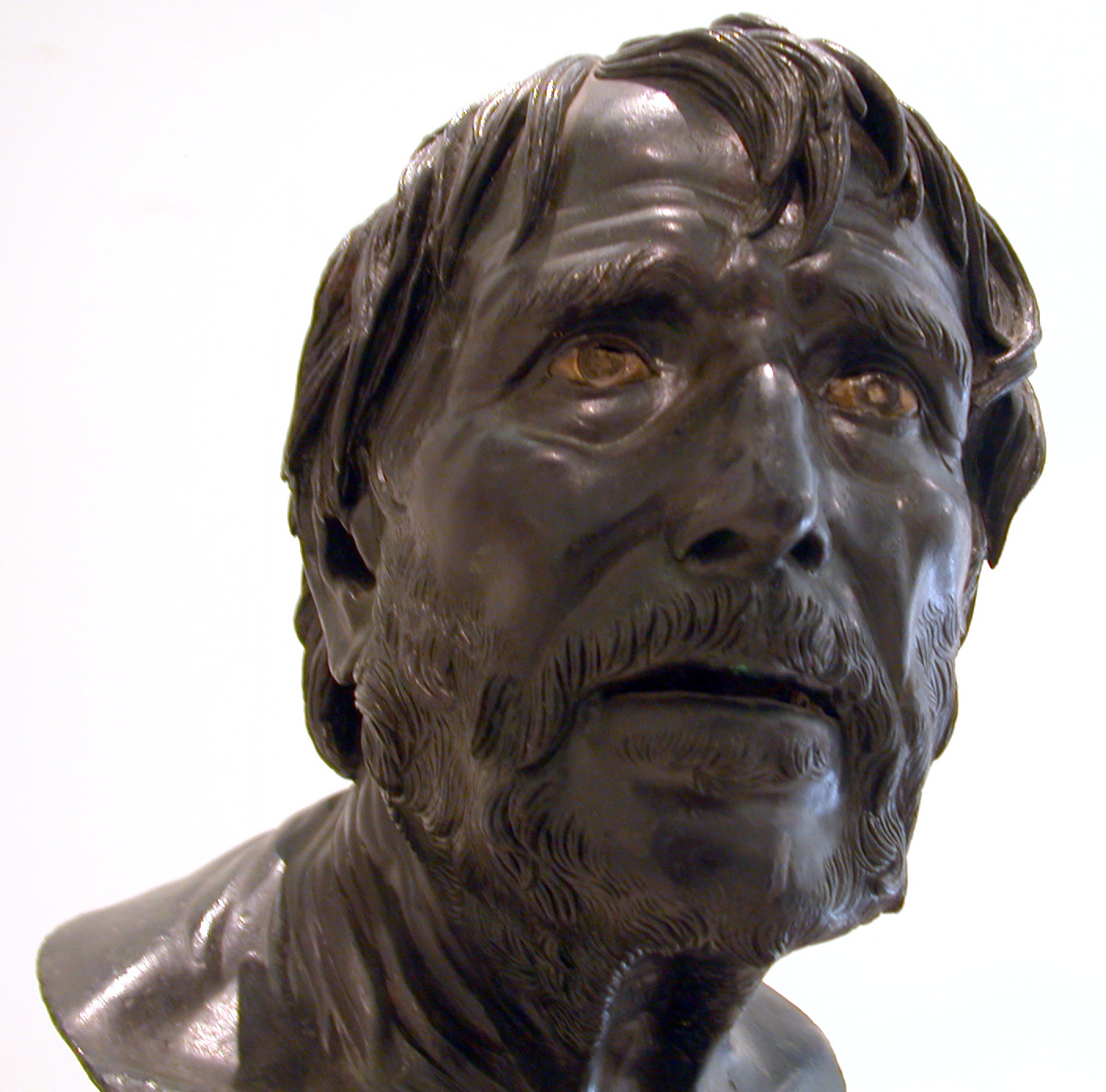
Pseudo-Seneca, I secolo a.C., copia di un originale ellenistico del II secolo a.C., Museo archeologico nazionale di Napoli

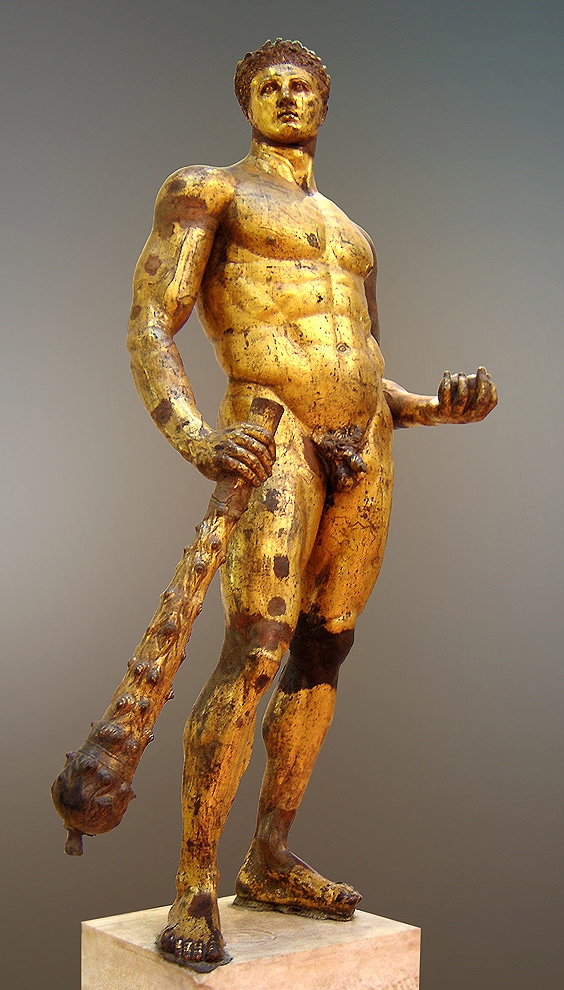
Ercole Capitolino, classicista, II secolo a.C., Musei Capitolini

Lo storicismo del periodo fece sì che stili anteriori fossero emulati in una sintesi eclettica, ma con una progressiva secolarizzazione nella tematica e una preferenza per opere drammatiche e movimentate, la cui intensità espressiva è stata paragonata da alcuni allo stile barocco. L'infanzia, la morte e la vecchiaia, e anche l'umorismo, temi quasi senza precedenti nell'arte greca classica, furono introdotti e largamente coltivati. Inoltre, si sviluppò tra le élite di vari paesi un gusto febbrile per il collezionismo di opere d'arte, dove i Romani si sarebbero rivelati i più entusiasti.
Nel 212 a.C., i Romani conquistarono Siracusa, una ricca e importante colonia greca in Sicilia, adornata con una profusione di opere d'arte ellenistica. Tutto fu saccheggiato e portato a Roma, dove sostituì la linea della scultura etrusca che era ancora coltivata. Il saccheggio di Siracusa fu l'impulso finale per lo stabilimento definitivo della norma greca nel cuore della Repubblica, ma trovò anche opposizione.
Marco Porcio Catone denunciò il saccheggio e la decorazione di Roma con le opere elleniche, considerando ciò un'influenza pericolosa per la cultura nativa, e deplorando che i Romani applaudissero le statue di Corinto e Atene e ridicolizzassero la tradizione decorativa in terracotta degli antichi templi romani. Ma tutto fu vano. L'arte greca aveva sottomesso quella etrusco-romana nel gusto generale, al punto che le statue greche erano tra le prede di guerra più ambite ed erano esibite ostentatamente nei cortei trionfali di tutti i generali conquistatori.

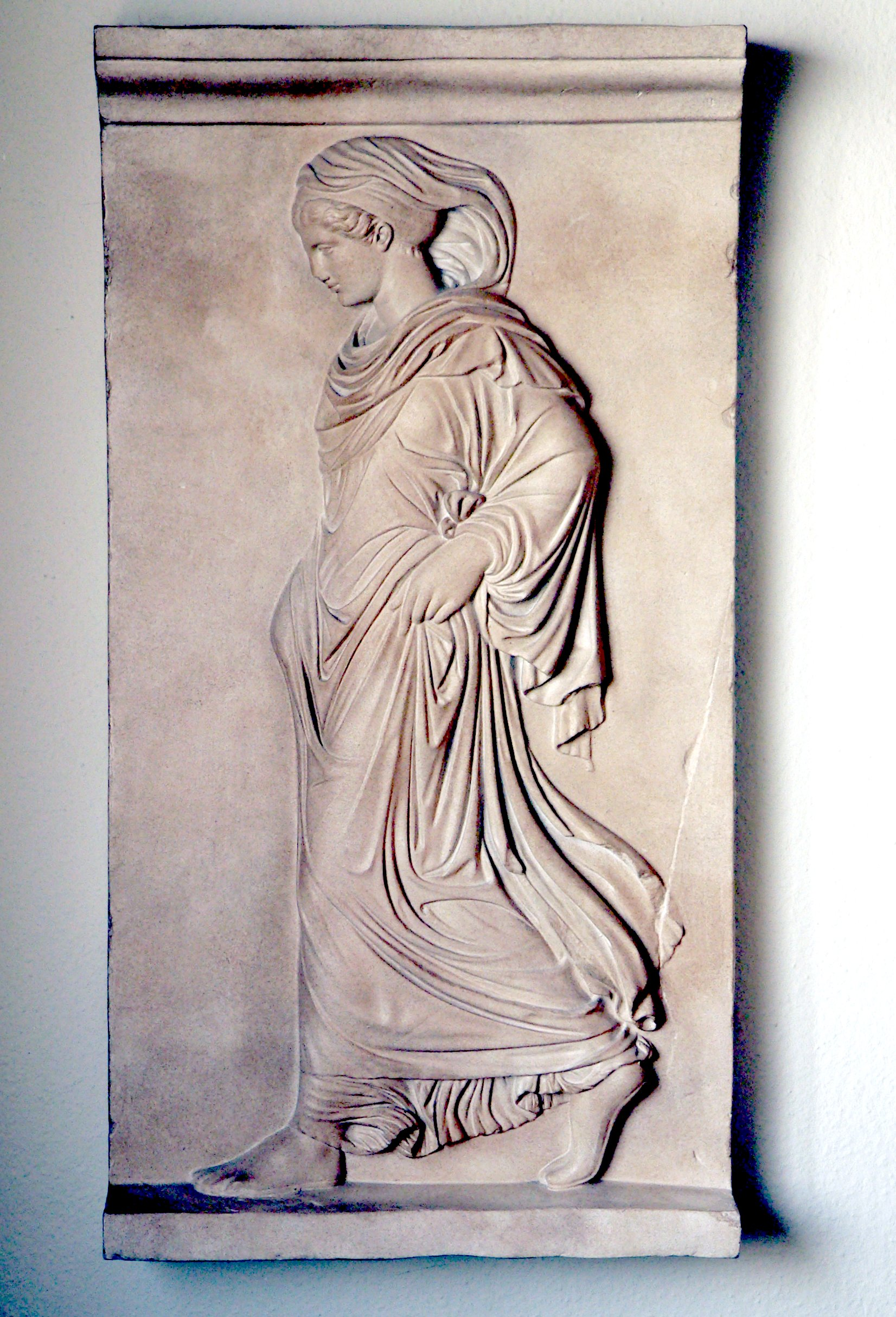
Gradiva, esempio di scultura della scuola del Neoatticismo

Nel trionfo di Lucio Emilio Paolo Macedonico dopo la conquista della Macedonia nel 168 a.C., sfilarono duecentocinquanta carrozze piene di statue e dipinti, e nella conquista dell'Acaia nel 146 a.C., che decretò la fine dell'indipendenza greca e la sottomissione all'Impero romano, Plinio dice che Lucio Mummio Acaico riempì letteralmente Roma di sculture. Poco dopo, nel 133 a.C., l'impero ricevette in eredità il regno di Pergamo, dove vi era una fiorente e originale scuola di scultura ellenistica.
In questo periodo la domanda per la statuaria era ormai enorme e in Atene i laboratori di scultura lavoravano praticamente solo per i connaisseurs romani, che
dimostravano il loro gusto raffinato pretendendo opere che imitassero la produzione classicista del V e IV secolo a.C., evitando gli eccessi espressivi dell'Ellenismo posteriore, formandosi una scuola revivalista che prese il nome di Neoatticismo e che continuò a prosperare nella stessa Roma fino al II secolo a.C. La scuola del Neoatticismo rappresenta la prima apparizione nella storia di un movimento che legittimamente può essere chiamato Neoclassicismo.
Quando per qualche motivo era impossibile ottenere originali, specialmente nel caso di opere già celebrate, si realizzavano copie in marmo o in bronzo, ma a quanto pare i Romani non facevano una distinzione valutativa o estetica importante tra un originale e una copia, com'è comune oggi. Tra le centinaia di modelli esistenti nella produzione greca, i Romani ne favorivano appena un centinaio circa, che furono copiati su larga scala, stabilendo una standardizzazione dell'immaginario. Oggi questa ripetitività suona come monotona, ma per la cultura dell'epoca creava legami positivi con prestigiose tradizioni simboliche e ideologiche.
In altri casi gli adattamenti erano più liberi, e avevano un carattere di pastiche, nel senso che usavano elementi di varie parti per la creazione di un'opera nuova, o trasformavano statue di dei in ritratti romani, con una copia esatta del corpo di una creazione famosa, ma sostituendo la testa con quella di qualche personalità romana. Esempio di questa usanza è la bella statua di Marco Claudio Marcello conservata nel Museo del Louvre, realizzata da Cleomene nel I secolo a.C. a partire da un originale greco che rappresenta Hermes Logios (Mercurio oratore) di 400 anni prima, probabilmente di Fidia. Fortunatamente per noi contemporanei, la pratica della copia pedissequa di molti capolavori greci per i Romani fu la responsabile della conservazione di una vasta iconografia classica ed ellenistica i cui originali finirono persi nel Medioevo.
Degli artisti attivi in questo periodo si ricordano pochi nomi, e poiché non esisteva ancora una scuola nativa (ossia romana), sono tutti greci. Oltre al citato Cleomene, in questa scuola neoattica di Roma si distinsero tra gli altri Aristea e Papia di Afrodisia, autori di magnifici centauri oggi nei Musei Capitolini, e Pasitele, originario della Magna Grecia, ma diventato cittadino romano. Fu famosa la compilazione che fece di un catalogo delle sculture più famose del mondo. Come scultore gli si attribuiscono un Giove in oro e avorio e numerose opere in bronzo.

## Periodo imperiale
Un cambiamento nella tendenza anteriore puramente greca in direzione della formazione di una scuola nazionale di scultura a Roma, si ebbe tra la fine del II secolo a.C. e l'inizio del I secolo a.C. Un buon esempio è l'Altare di Enobarbo, considerato un precursore immediato della grande arte imperiale di Augusto. Creato come un'offerta di Cneo Domizio Enobarbo per la fine della campagna militare a Brindisi, fu installato davanti al tempio di Nettuno che egli aveva ordinato di costruire nella stessa occasione. L'altare fu decorato con vari fregi, alcuni con scene mitologiche più o meno convenzionali e comuni nella tradizione greca, ma uno di essi è una scena di culto, che rappresenta un sacerdote che prepara un sacrificio, affiancato dall'offerente, da soldati e da altri assistenti, che già evidenzia il trasferimento dallo stile classico tradizionale verso un modo narrativo tipicamente romano, in una cronaca della vita quotidiana e al tempo stesso dei successi del suo modello politico.

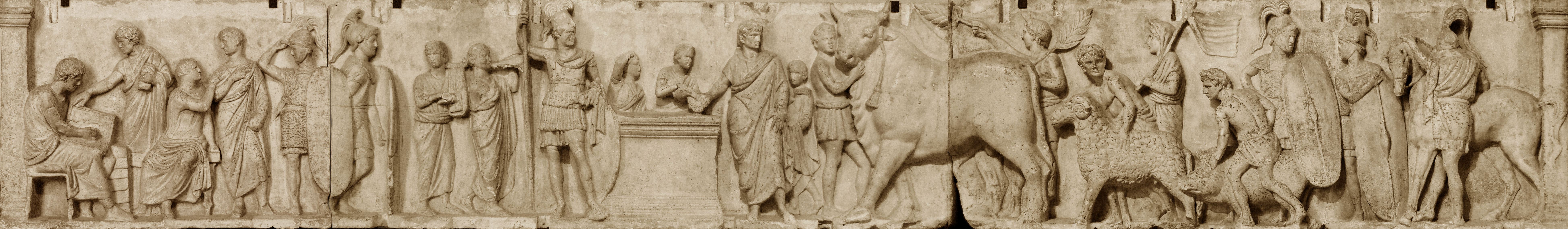
Scena di sacrificio dellAltare di Enobarbo, I secolo a.C., Museo del Louvre, Parigi

Con Augusto, Roma diventò la città più influente e ricca dell'impero, risplendente di marmi, e anche il nuovo centro della cultura ellenistica, come lo erano state prima Pergamo e Alessandria, attraendo a sé un gran numero di artigiani greci. E così come i successori di Alessandro avevano contribuito alla sopravvivenza dell'arte greca, arricchendola con nuovi temi, ora, quando si arriva all'Era Augustea, Roma avrebbe dato il suo contributo proprio e originale per la continuità e il rinnovamento di una tradizione che già aveva ottenuto prestigio durante i secoli e aveva dettato il carattere di tutta l'arte lì prodotta. Ma più che il mero trasferimento dell'attenzione culturale a Roma, ciò che determinò un cambiamento nell'arte fino ad allora puramente greca e l'apparizione di una scuola genuinamente romana fu la formazione della propria idea di impero e l'applicazione della tecnica greca alla tematica tipica di questa nuova Roma.

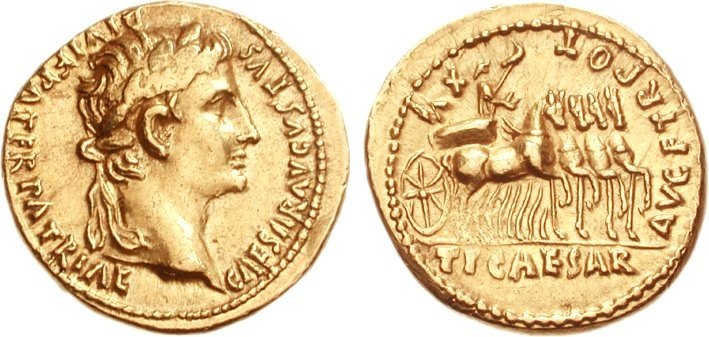
Aureus che mostra Augusto laureato e Tiberio in una quadriga, c. 13-14

Nel consolidamento dell'impero ebbe grande importanza la coniazione delle monete, che sono in realtà bassorilievi in miniatura. Giulio Cesare legalizzò a Roma una pratica ellenistica e orientale di imprimere l'effigie del governante vivo nelle monete correnti, quando fino ad allora apparivano solo immagini di divinità o personaggi storici già scomparsi, e Augusto diresse questa pratica con ancora maggiore coscienza e pragmatismo politico, imponendo la sua presenza visiva e il messaggio del governo nella vita quotidiana di tutti i cittadini fino ai confini dell'impero, ed esemplificando come l'arte e l'agenda politica potevano unire gli sforzi per assicurare un sistema di controllo sociale su larga scala. Questo uso avrebbe esercitato una pressione sulla società difficile da stimare oggigiorno: basti dire che correvano aneddoti sull'inaccettabilità delle monete che mostrassero l'immagine di imperatori odiati come Nerone.

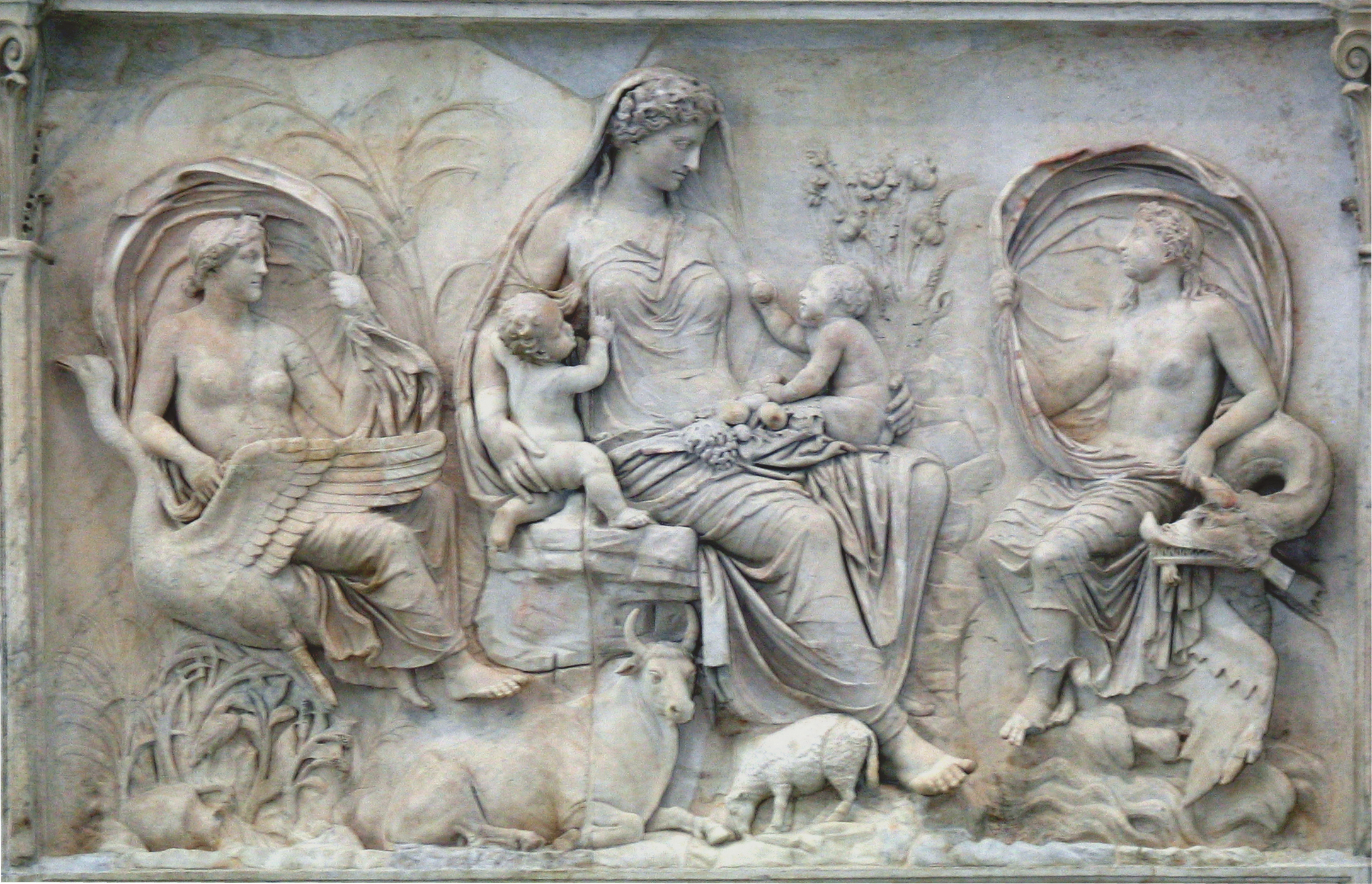
Tellus Mater ("La Madre Terra"), frammento dallAra Pacis

Il primo grande monumento della scultura imperiale fu l'Ara Pacis (32 a.C.), che fu anche un capolavoro dell'architettura romana. Dedicato alla dea Pax, celebrava il ritorno ben riuscito dell'imperatore da una doppia campagna militare in Gallia e in Spagna. Il monumento fu decorato con fregi e rilevi che mostravano processioni, scene allegoriche della mitologia e sacrifici. In una delle scene è rappresentata Tellus, la Madre Terra, che è un'interpretazione abbastanza diversa dalla sua controparte greca, Gea. Qui essa non incarna una forza violenta e irrazionale della natura, come si vedeva nei vasi e nei fregi greci, ma è un'immagine delicata e realmente materna di protezione e nutrizione. Altre scene fanno menzione enfatica dei benefici della Pax Augustea, e forniscono una visione chiara dei valori che in quel momento apparivano ai Romani come veri - che solamente la prosperità materiale offerta da uno Stato forte e pacifico avrebbe potuto promuovere uno sviluppo consistente nella cultura e nell'arte - un'idea ripetutamente affermata nella poesia laudatoria dell'epoca. Inoltre, Eugénie Strong afferma che in questo immenso altare appaiono per la prima volta nell'arte gruppi in cui sia gli spettatori che i protagonisti partecipano di una stessa scena, ma aggiunge:
(Strong (1969), p. 56)

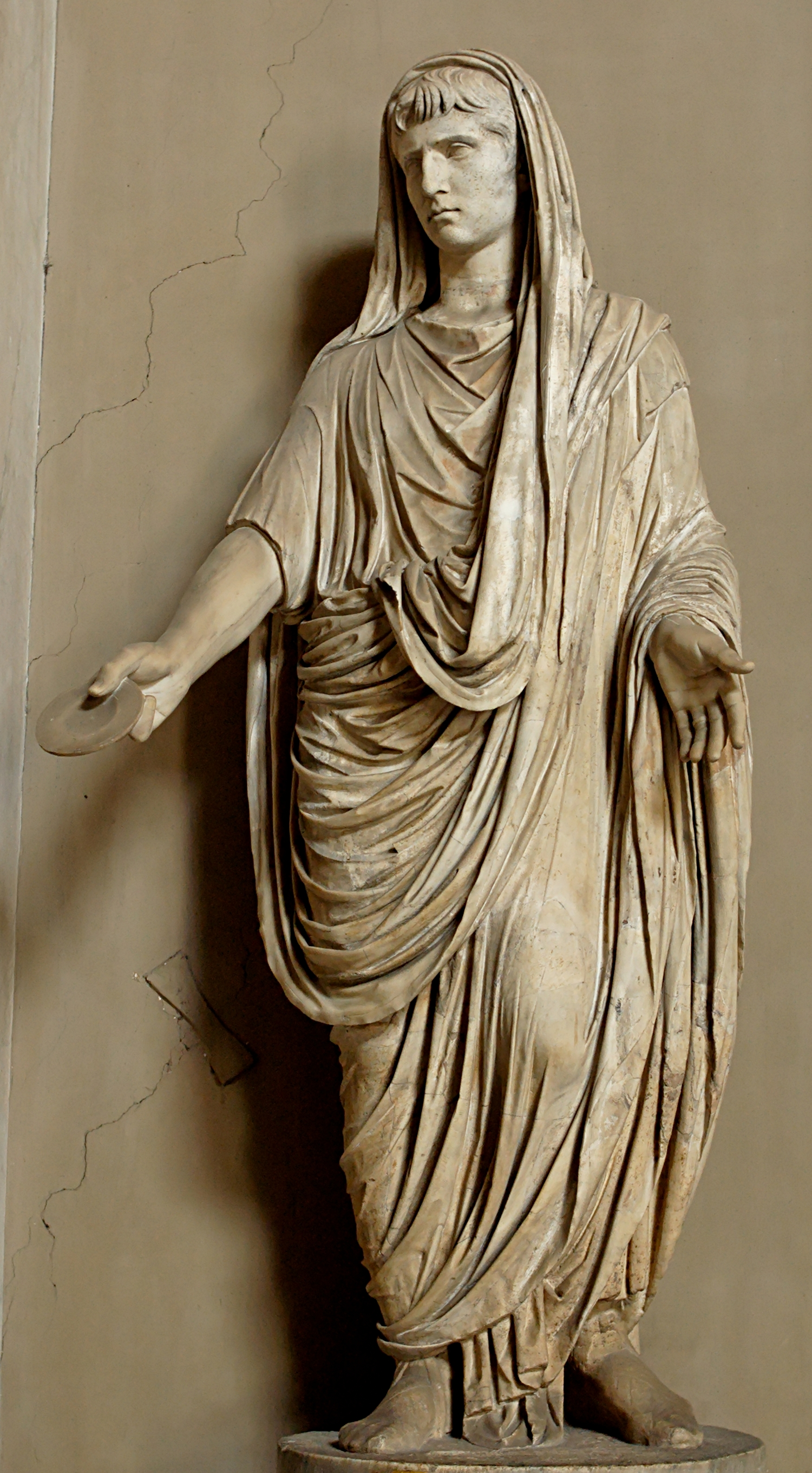
Genius di Augusto, Museo Pio-Clementino

Se in termini puramente artistici la maturità dovette aspettare qualche tempo per svilupparsi, in termini ideologici il lavoro era abbastanza avanzato. Augusto dimostrò di essere un governante capace, e che contava sull'appoggio del popolo. Dal suo primo consolato, accumulò cariche su cariche finché non gli fu offerto l'impero dal Senato e lo status di Augusto – in verità originariamente un titolo e non un nome, significando «divino» – su richiesta del popolo. Il suo regno fu un periodo di relativa pace e prosperità. Organizzò il suo paese e favorì le arti, non senza approfittarsene per promuovere la sua immagine personale, come era di uso generalizzato tra i potenti. Sopravvivono molte delle statue dell'imperatore nei musei del mondo, che lo mostrano con una varietà di attributi, militari, civili e divini. Una delle più famose è l'Augusto di Prima Porta, che in realtà è una elaborazione sul Doriforo di Policleto, dimostrando che, malgrado i cambiamenti sensibili nella cultura del suo tempo, la tradizione greca continuava a essere venerata e i modelli antichi copiati, sia per le loro qualità intrinseche sia perché rappresentavano per la cultura romana una paternità che donava maggiore dignità alla nuova condizione della Roma imperiale, con la figura dell'imperatore come il più grande di tutti i mecenati ed eroi.

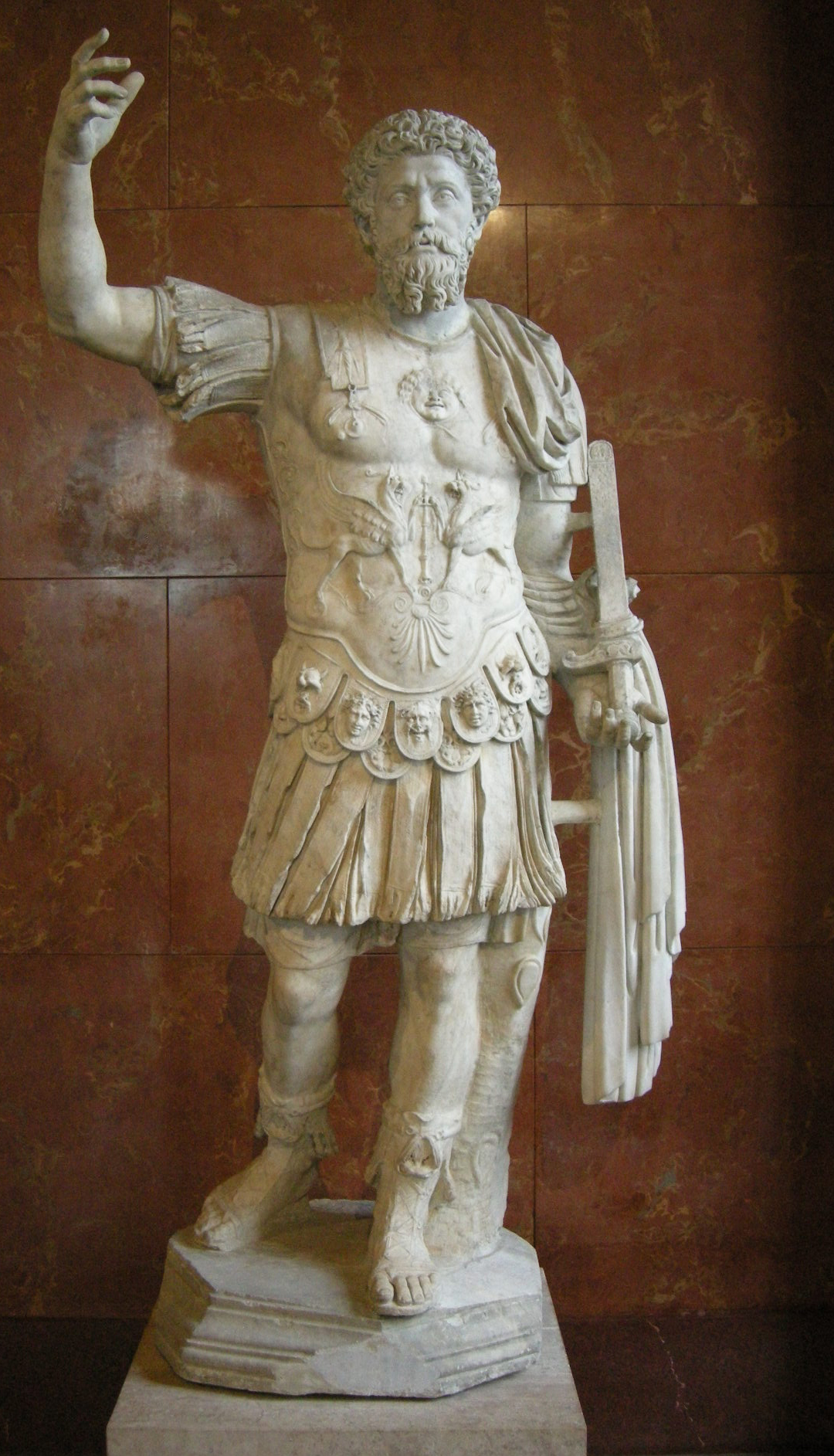
Statua di Marco Aurelio in uniforme militare (Museo del Louvre, Parigi)

Altri storici considerano la dinastia giulio-claudia come un periodo di grandezza nell'arte romana. Gli aspetti che Strong considera indicativi di una fase di incertezza sull'estetica – lo stesso spirito di indagine su vari fronti, la ricerca di nuovi effetti di illuminazione e trattamento delle superfici, di nuove forme per creare un senso narrativo efficace, studiando la natura e tentando di risolvere i problemi di rappresentazione dei gruppi in prospettiva — sono indicati anche come segni di consolidamento di un'autentica scuola nazionale di scultura, un'impressione che si rafforza osservando le conquiste nel campo dei ritratti che si venivano susseguendo dalla Repubblica. Tuttavia, è certo che l'influenza del Neoclassicismo della Scuola attica si mantenne forte, e i modelli greci idealizzati continuarono a essere favoriti per la diffusione della maestà imperiale, combinati con un gusto per la verosimiglianza che stabilì un modello innovatore seguito ancora per molti anni.

## Tipi di scultura

### Ritratto

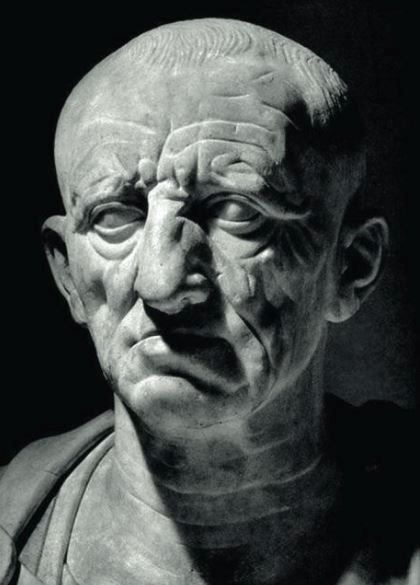
Dettaglio del Patrizio Torlonia, circa 80 a.C.

È nel ritratto che Roma dà il suo contributo più caratteristico alla tradizione fondata dai Greci, un contributo che maturò molto prima che in altri generi scultorei e che fece sì che lo sviluppo della scultura a Roma si dividesse in due campi, con ritmi evolutivi differenti, il ritratto e gli altri generi. Dall'epoca della Repubblica il ritratto venne sempre più valorizzato e con il tempo oscillò ciclicamente tra una tendenza classicista idealizzante e un'altra di grande realismo, derivata in parte dall'espressività tipica dell'arte ellenistica. E fra i ritratti, il busto e la testa isolata erano le forme più frequenti. I ritratti a corpo intero erano meno comuni, anche se non rari. La preferenza per il busto e la testa era un tratto culturale tipico romano che creò un enorme mercato in tutto il bacino mediterraneo, e si spiega in primo luogo per ragioni economiche, essendo questi pezzi molto più a buon mercato di una statua intera, ma anche per la convinzione che con essi si poteva ottenere una migliore identificazione individuale. Per i Romani infatti era la testa e non il corpo né gli abiti o gli attributi accessori il centro d'interesse nel ritratto.

Robert Brilliant afferma:

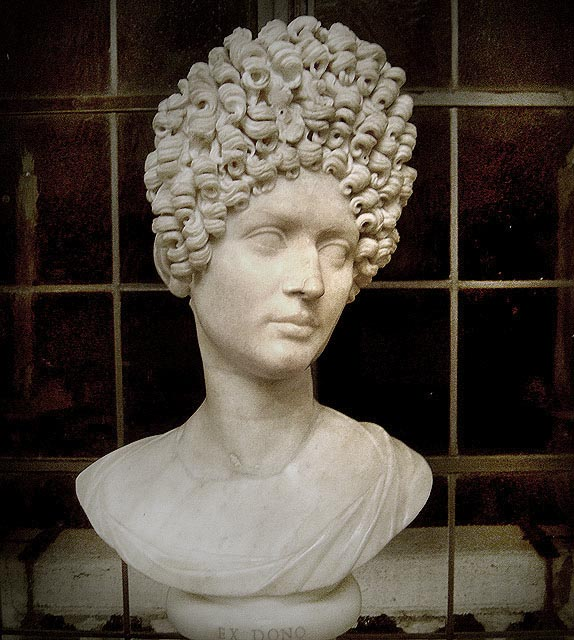
Ritratto di matrona della dinastia Flavia,con la tecnica della perforazione nella pettinatura

Con l'ascesa di Vespasiano, fondatore della dinastia Flavia, lo stile misto di idealismo e realismo praticato dagli artisti della dinastia giulio-claudia subì un cambiamento, con la ripresa delle forme ellenistiche e una grande enfasi nella descrizione veristica del soggetto, anche quando si trattava dell'imperatore. Anche la tecnica si ampliò con un uso innovatore della perforazione, e i ritratti femminili di questa fase sono generalmente adornati con pettinature molto complicate.

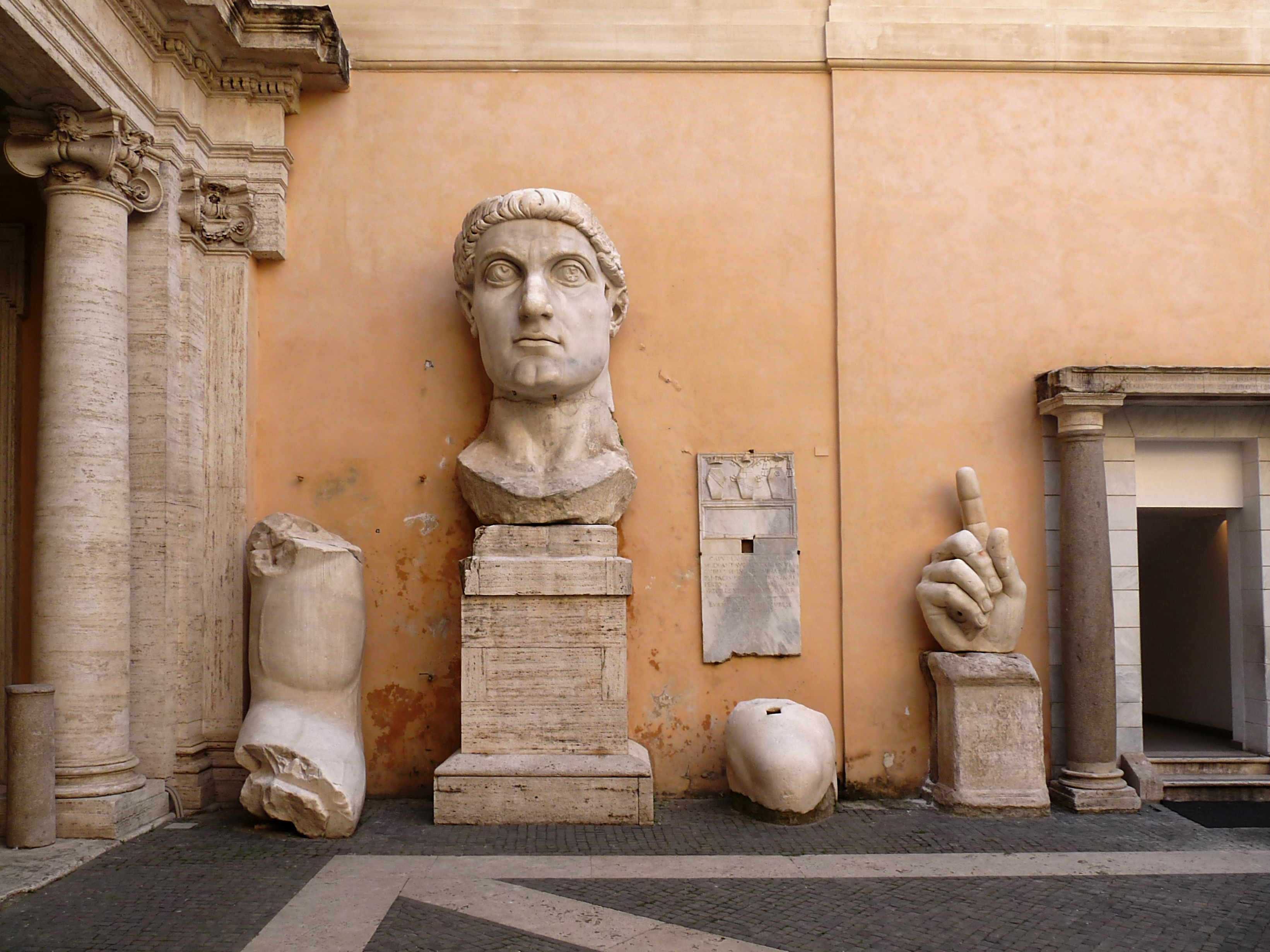
Ritratto monumentale dell'imperatore Costantino I, Musei Capitolini

Con Traiano, tuttavia, il ciclo cambia nuovamente e inclina verso l'idealizzazione, portata a un grado ancora maggiore con Adriano, le cui preferenze ellenistiche erano ben marcate. Anche i ritratti di Marco Aurelio presentano la caratterizzazione realistica, mostrando un ulteriore avanzamento verso la descrizione psicologica ed emotiva che nei ritratti di Caracalla raggiungono un alto grado di espressività ed esercitano un grande impatto nell'arte di tutto l'impero. Ma da allora in avanti, l'influenza orientale e l'interesse per gli elementi geometrici portano i ritratti ad acquisire un aspetto progressivamente più stilizzato e astratto. Con Costantino questa tendenza arriva al suo punto più alto, insieme a una sensazione di monumentalità che ricorda il classicismo dell'era di Augusto. Lo stile sviluppato sotto il suo regno sarebbe stato un precursore diretto dell'arte bizantina e rappresenta la fine dell'età d'oro della scultura romana.
Mentre gli imperatori utilizzavano i ritratti principalmente per la riaffermazione del loro potere e del loro programma politico, nella sfera privata si usavano nel contesto funebre. Busti, accompagnati da iscrizioni che elencavano familiari e amici del defunto, decoravano altari, tombe e urne funerarie. Questa tradizione era legata a una lunga storia di esibizione di maschere mortuarie di cera o terracotta di antenati illustri nelle processioni funerarie delle élite, per celebrare e dimostrare il loro lignaggio patrizio. Queste maschere erano orgogliosamente custodite nel sacrario familiare, il lararium, insieme a busti di bronzo, terracotta o marmo. Si suppone che l'usanza della fabbricazione delle maschere mortuarie, che copiano fedelmente le caratteristiche facciali dei morti, fu una delle cause per lo sviluppo del gusto per il realismo nella ritrattistica romana.

### Statue

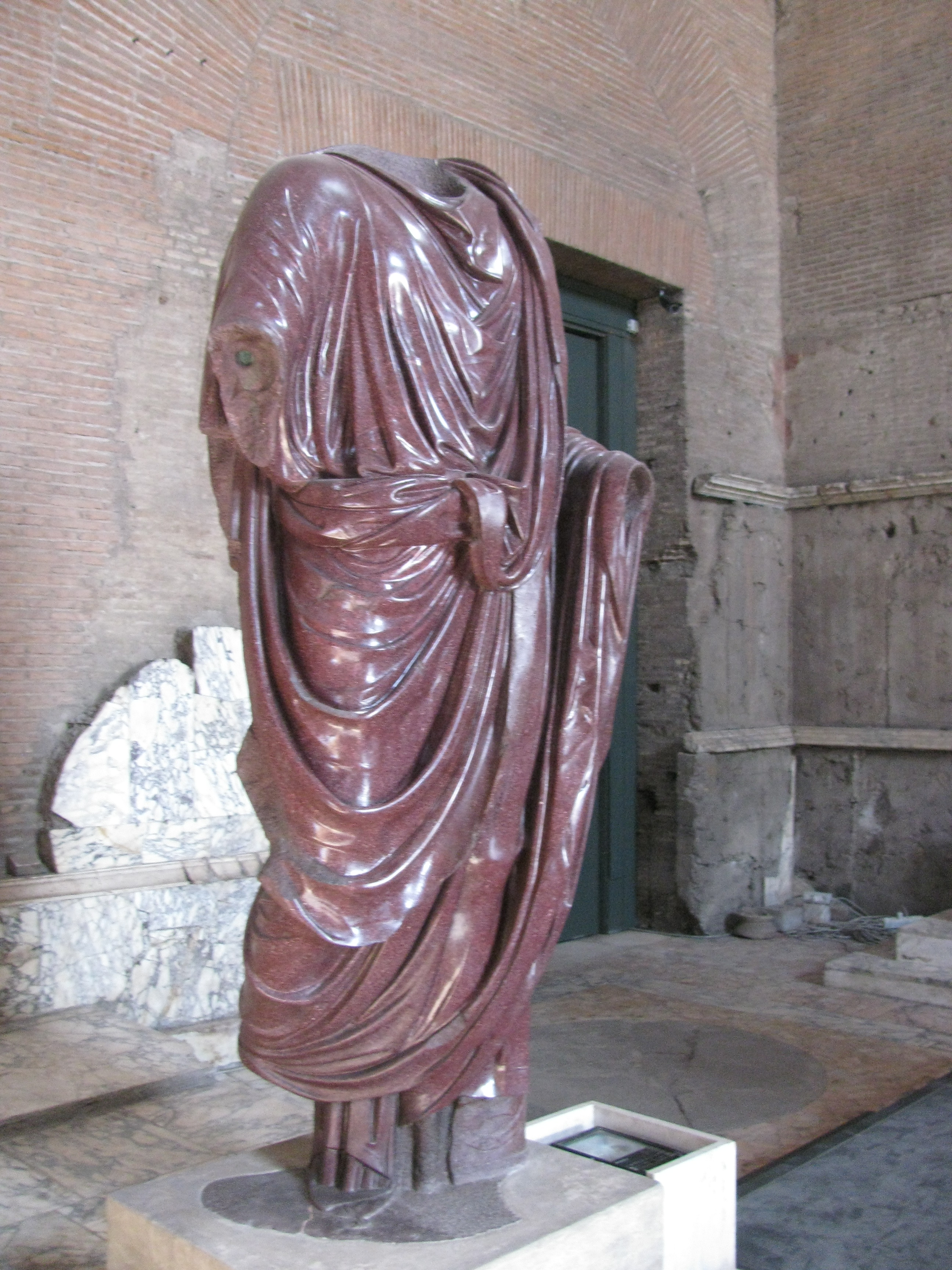
Torso scoperto vicino alla Curia Iulia, forse una statua imperiale di Traiano o Adriano, esposto nella Curia (Foro romano)

Nel caso della statuaria si pone un interessante problema per i ricercatori moderni quando tali statue rappresentavano i ritratti dell'imperatore nella sua condizione divinizzata, specialmente nei periodi in cui la descrizione realista era in vigore con più forza, poiché si osserva immediatamente una incongruenza tra la forma di rappresentazione del corpo e la testa. Mentre la testa si mostrava spesso con tutti i segni dell'invecchiamento, i corpi erano rappresentati in accordo con gli antichi canoni della scultura classica greca, idealizzati in una condizione di eterna forza e gioventù. Queste opere strane, quando non giocose, agli occhi moderni, abituati ad apprezzare una statua come un tutto omogeneo, risultano comprensibili quando si ricordano le convenzioni che reggevano l'arte del ritratto, e quando si sa che le statue erano per i Romani una specie di simulacro simbolico e non una realtà.
Così, è stato suggerito che in realtà si trattava di un accordo tra due parti diverse, una per la rappresentazione del corpo in termini simbolici e un'altra per la rappresentazione descrittiva della testa con il fine di poter identificare chiaramente il personaggio, con un rifiuto dell'interpretazione letterale dell'insieme. Le stesse convenzioni sembravano reggere la statuaria privata quando si trattava di rappresentare il genius del soggetto, e in questo caso apparteneva al gruppo dei monumenti funebri. Con lo stesso proposito spesso si sostituiva semplicemente la testa di qualche statua celebre di un dio con quella di un patrizio romano o dell'imperatore, ma non sembra esserci stata alcuna difficoltà per i Romani nella chiara differenziazione tra statue di culto e statue simboliche, tra una statua di un dio e una statua di una persona come un dio. E neanche esitavano a togliere semplicemente la testa di una statua di una qualsiasi persona e sostituirla con quella di un'altra, quando si compiva qualche damnatio memoriae. Questa pratica fu commentata con naturalezza nella letteratura dell'epoca, il che conferma l'indipendenza tra la testa e il corpo nell'immaginario romano.
Altri tipi di statue, decorative e di culto, nell'arte romana non aggiunsero niente di essenzialmente nuovo, e i loro esemplari, anche se molti di grande qualità, non mostrano niente che non fosse stato sperimentato a fondo prima dai greci classici e dagli ellenisti, e copie romane di questa produzione seminale continuarono a prodursi fino al V secolo. Tuttavia, dal II secolo, e con maggior forza a partire da Costantino I, la crescente penetrazione dell'influenza orientale determinò una progressiva eliminazione, con alcuni periodi di recupero, del canone greco, conducendo alla formazione di uno stile sintetico e astrattista che sarebbe stato il ponte per l'affermazione dell'arte bizantina e del primo Medioevo.

### Sarcofagi

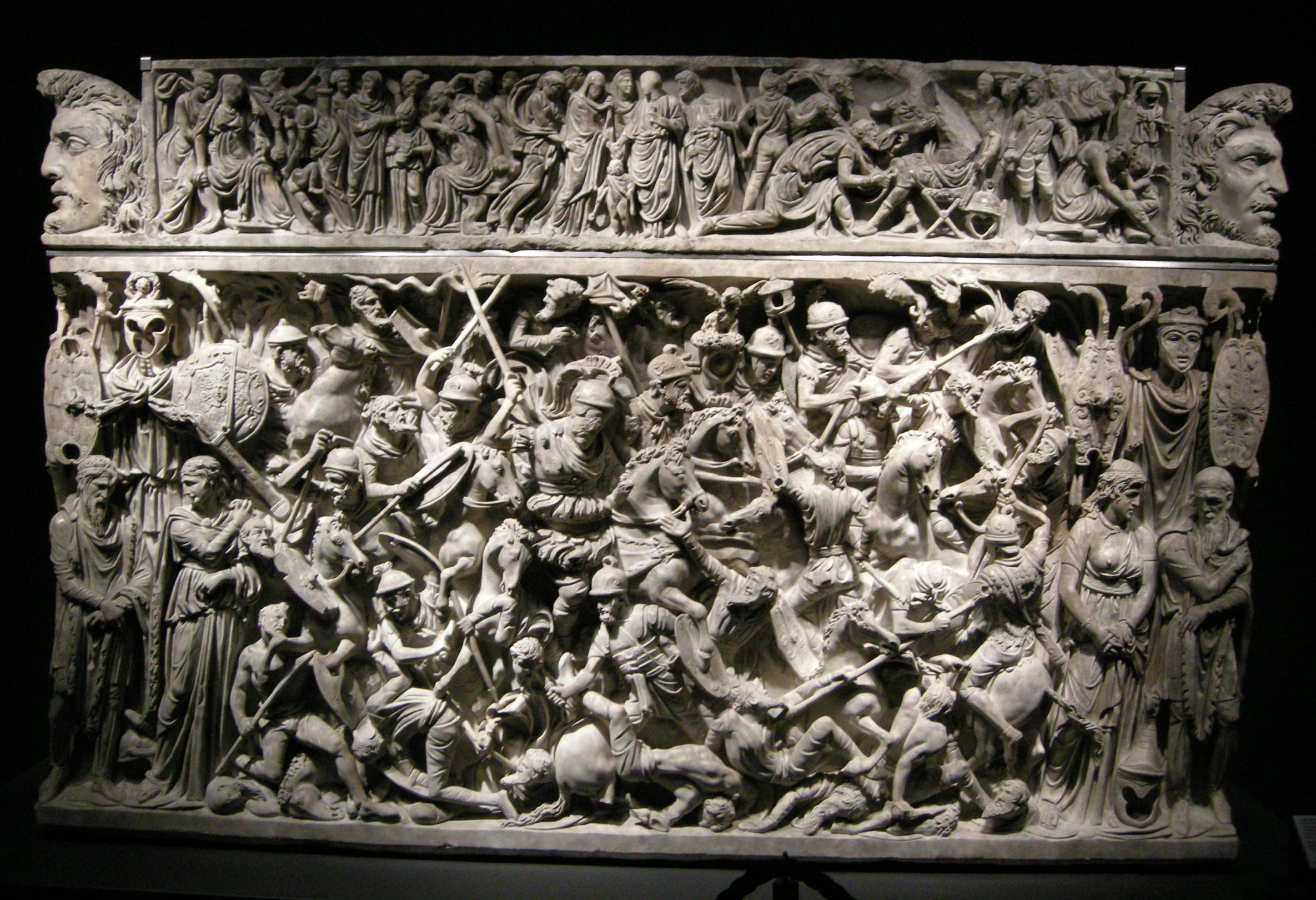
Sarcofago di Portonaccio, ca. 180-190, Museo nazionale romano

L'uso dei sarcofagi era comune fra gli Etruschi e i Greci, ma a Roma si usò estesamente solo dal II secolo, quando l'abitudine della cremazione dei morti fu sostituita dalla sepoltura, e si espanse in tutto l'impero. La loro produzione si stabilì in tre centri principali — Roma, Attica e Asia — e si divise in alcuni modelli diversi. Uno, il più comune, era una cassa decorata con rilievi figurativi e con un coperchio più o meno liscio; un altro tipo mostrava un altro coperchio ugualmente decorato, dove potevano figurare i ritratti scultorei dei defunti a corpo intero, come se fossero seduti a un banchetto, un modello che derivava dall'arte etrusca. Entrambi diedero origine a esemplari decorati con rilievi di straordinaria sofisticazione e complessità. Un terzo tipo, confinato a Roma, aveva una decorazione astratta o floreale e teste di animali, principalmente leoni, alle estremità. In ogni modo vi era molta variazione e mescolanza tra questi modelli e la loro qualità e ricchezza decorativa dipendeva dalla ricchezza della famiglia che avrebbe commissionato la realizzazione.
Il centro di produzione asiatico si caratterizzava per una preferenza per casse di grandi dimensioni e forme architettoniche, con colonne intorno, statue interposte e un'imitazione di porta ai due lati, targhe ornamentali e un tetto a forma di prisma con acroteri, che simulava una vera casa o tempio, e potevano anche avere una piattaforma per la loro collocazione in alto. Questo tipo, a differenza degli altri, era spesso decorato su tutti e quattro i lati, poteva essere un monumento indipendente, installato all'aria aperta in qualche necropoli, mentre gli altri apparivano di solito in nicchie nelle tombe e la loro decorazione si limitava alle parti che restavano visibili. La pratica romana di sepoltura nei sarcofagi continuò nell'era cristiana, costituendo uno dei principali mezzi per lo sviluppo dell'iconografia religiosa.

Colonna di Traiano

### Rilievi architettonici
Nella tradizione degli altari monumentali, delle colonne commemorative e degli archi trionfali, i rilievi decorativi impiegati in queste architetture furono un campo fertile per lo sviluppo di uno stile narrativo tipico dei Romani. Esempi precursori classicisti furono l'Altare di Enobarbo e l'Ara Pacis. Altro che merita una menzione è il fregio della Basilica Emilia (c. 54-34 a.C.) nel Foro romano, in uno stile ellenizzante vigoroso, movimentato, con drastici scorci e completato con scene di paesaggi. Della dinastia giulio-claudia non sopravvisse quasi nulla, ma una testimonianza che può darci un'idea dello stile di questo periodo è un fregio trovato a Roma, che mostra una processione di magistrati e sacerdoti che portano statuette votive, insieme ad aiutanti, musici e altre figure. Il suo interesse risiede nell'effetto di prospettiva aerea prodotta dall'inserzione delle figure in secondo piano sulla linea della processione, una risorsa che più tardi fu ampiamente utilizzata nelle scene storiche.
La decorazione dell'Arco di Tito (ca. 81-82) è stata considerata come il punto più alto dello stile flavio. I pannelli che la decorano e che mostrano il trionfo di Tito hanno eccellenti qualità di estetica e dimostrano una grande abilità nell'uso dello scorcio per la rappresentazione della quadriga dell'imperatore, dove il carro appare visto di fronte verso lo spettatore ma l'artista riesce a creare l'impressione che stia facendo un giro a destra. L'altro pannello rappresenta il saccheggio di Gerusalemme, utilizza con lo stesso successo questa risorsa, in un altro contesto, ed entrambi hanno il loro effetto illusorio rafforzato dall'uso razionale della luce e dell'ombra. Ma in verità è difficile parlare di uno «stile flavio», giacché in altri luoghi si trovano rilievi più statici, di indole abbastanza classicista e antipittorica.
Al regno di Traiano appartiene la famosa Colonna di Traiano, che commemorava la campagna in Dacia tra il 101 e il 106. È una grande colonna completamente coperta da un fregio continuo che forma una spirale verso la parte superiore, ed è un esempio perfetto dello stile narrativo dei rilievi storici romani. Gli episodi si fondono gli uni negli altri senza interruzioni, eccetto di tanto in tanto un albero che funge da separazione. Traiano appare varie volte in diverse situazioni. In totale sono scolpite quasi 2.500 figure, e il livello tecnico si mantiene in tutto il complesso. Una caratteristica innovativa è l'abbandono della prospettiva e l'uso di figure sproporzionate rispetto al loro paesaggio circostante, il che dilata l'influenza orientale che penetrava in questo momento. Oggi vediamo soltanto le forme marmoree, ma il suo effetto quando fu completata deve essere stato sorprendente poiché, in accordo con la pratica del tempo, tutte le scene erano dipinte e adornate con dettagli di metallo. È possibile che il suo autore sia stato Apollodoro di Damasco.

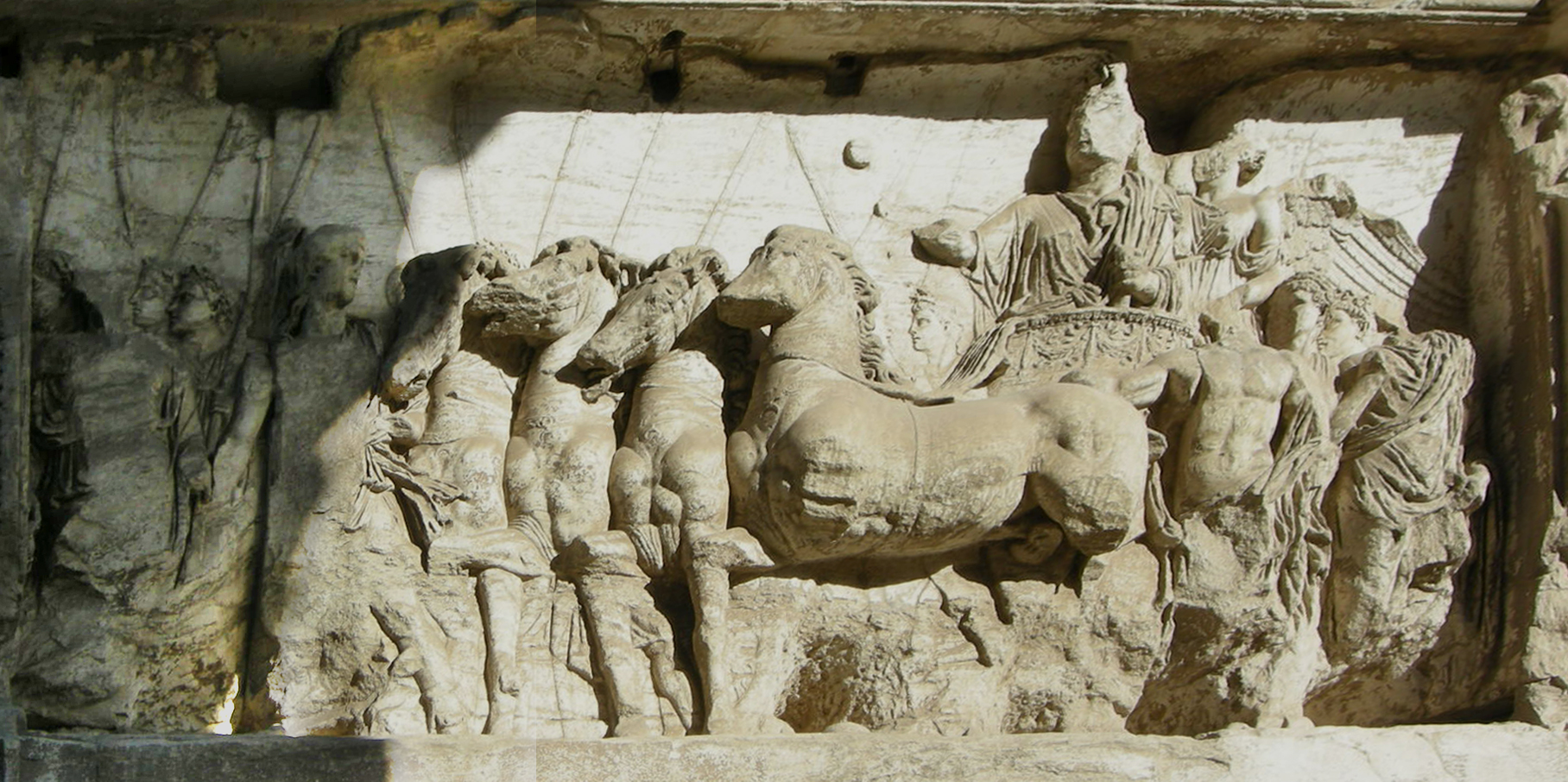
Fregio dell'Arco di Tito
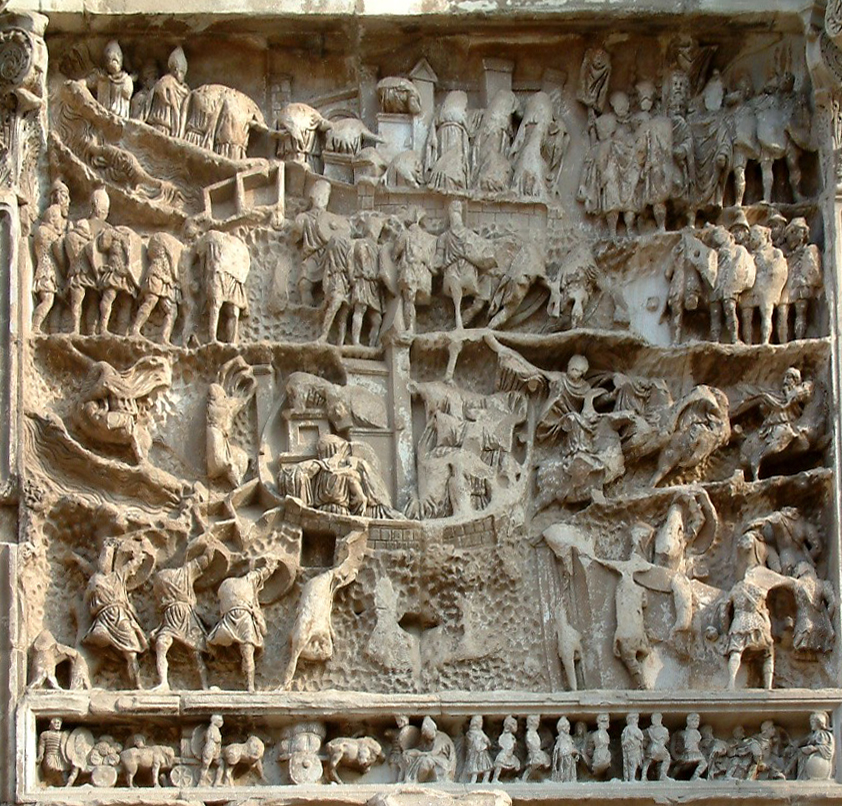
Rilievo dell'Arco di Settimio Severo.
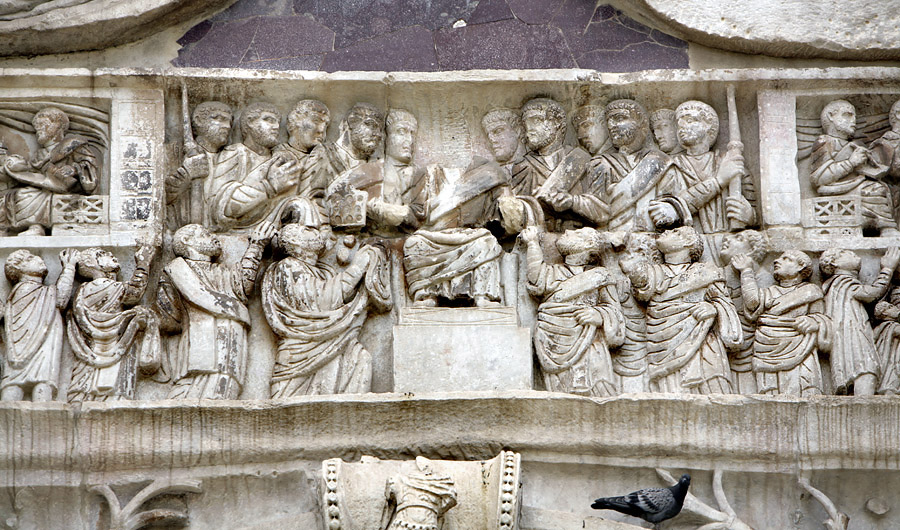
Fregio dell'Arco di Costantino
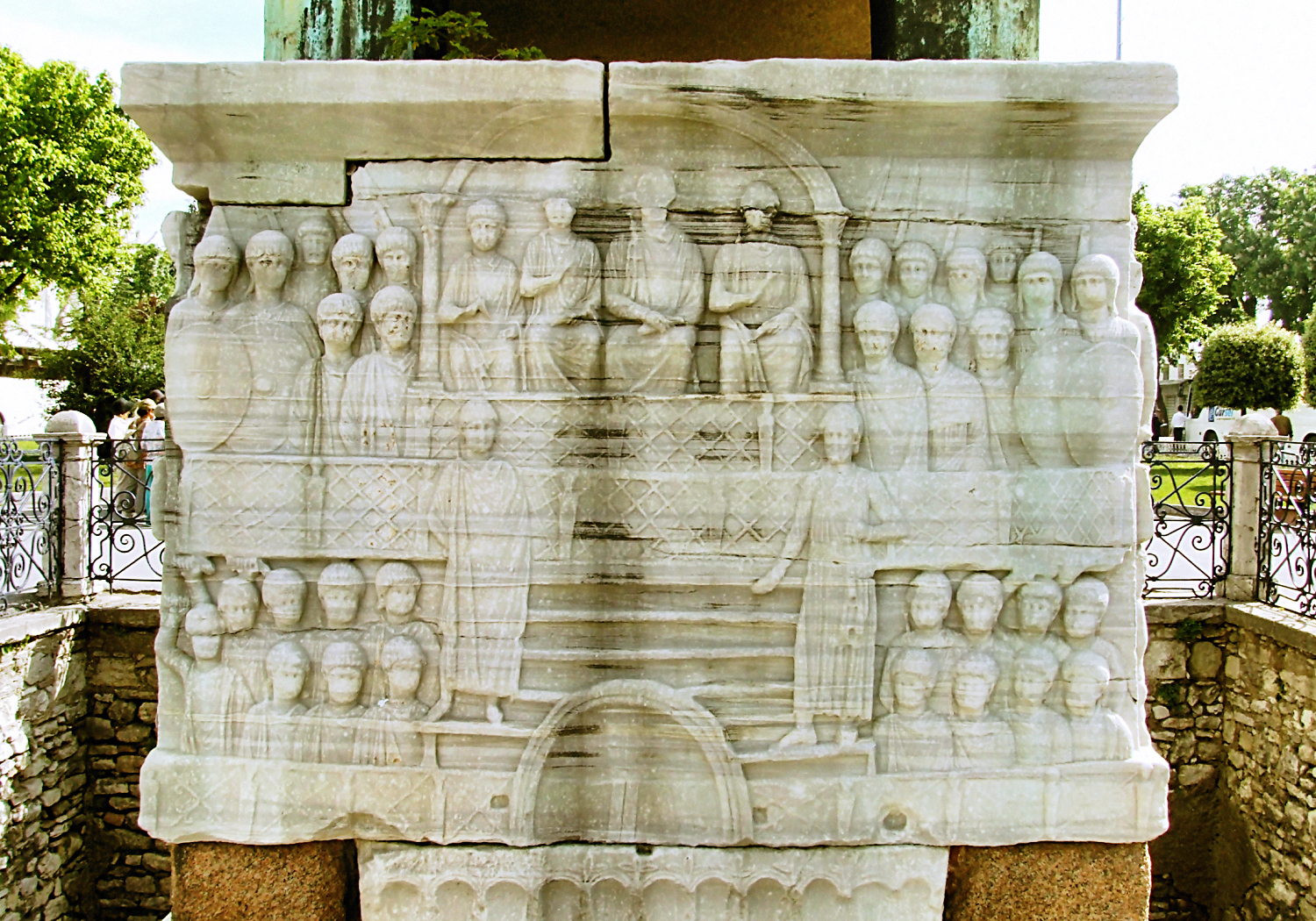
dado di Teodosio, Ippodromo di Costantinopoli

Poco dopo la tendenza si inverte verso il classicismo. Spicca l'Arco di Traiano a Benevento, in un eccezionale stato di conservazione — solo le sculture furono completate sotto Adriano — e gli undici pannelli di stile simile, ma ancora meglio eseguiti, che rappresentano l'imperatore Marco Aurelio in varie scene. Quattro di essi sono ora nei Musei Capitolini, e gli altri furono riutilizzati in epoca imperiale per la decorazione dell'Arco di Costantino. La Colonna di Marco Aurelio è un altro grande esempio della prevalenza classicista in questa fase; malgrado vi sia una moltitudine di figure che si ammassano nella spirale continua del fregio che circonda il monumento, si conserva un senso di ordine, eleganza, ritmo e disciplina che è assente nella colonna di Traiano.
Questo interludio del classicismo, tuttavia, sarebbe terminato con Settimio Severo, il cui Arco si avvicina di nuovo all'arte orientale nel suo sistema di proporzioni e nell'accorciamento dell'organizzazione delle scene indipendenti, in cui quattro grandi pannelli narrano le campagne in Mesopotamia. Dal III secolo praticamente niente sopravvisse, e ciò che abbiamo come resti sono piccoli fregi che mostrano figure rozze e abbozzate. Lo stesso stile continua durante tutto il IV secolo, come si può vedere nei fregi superiori del nord e del sud dell'Arco di Costantino, che mostrano un marcato contrasto con gli altri pannelli più antichi, dell'epoca di Marco Aurelio. Gli ultimi esempi significativi della scultura romana architettonica sono nella base dell'obelisco di Teodosio I nell'Ippodromo di Costantinopoli, che già sembra un'arte più vicina all'universo bizantino che romano.

## Altri usi
Tra le applicazioni minori della scultura vi sono le statuette di culto domestico, le figurine e maschere del teatro, i cammei, gli oggetti decorati, gli amuleti e i giocattoli infantili. Meno celebrati dei grandi generi, non sono però meno importanti di quelli, e spesso danno un'idea più esatta, intima e sincera della mentalità romana, principalmente del popolo, al di là delle imponenti rappresentazioni ufficiali.

### Cammei

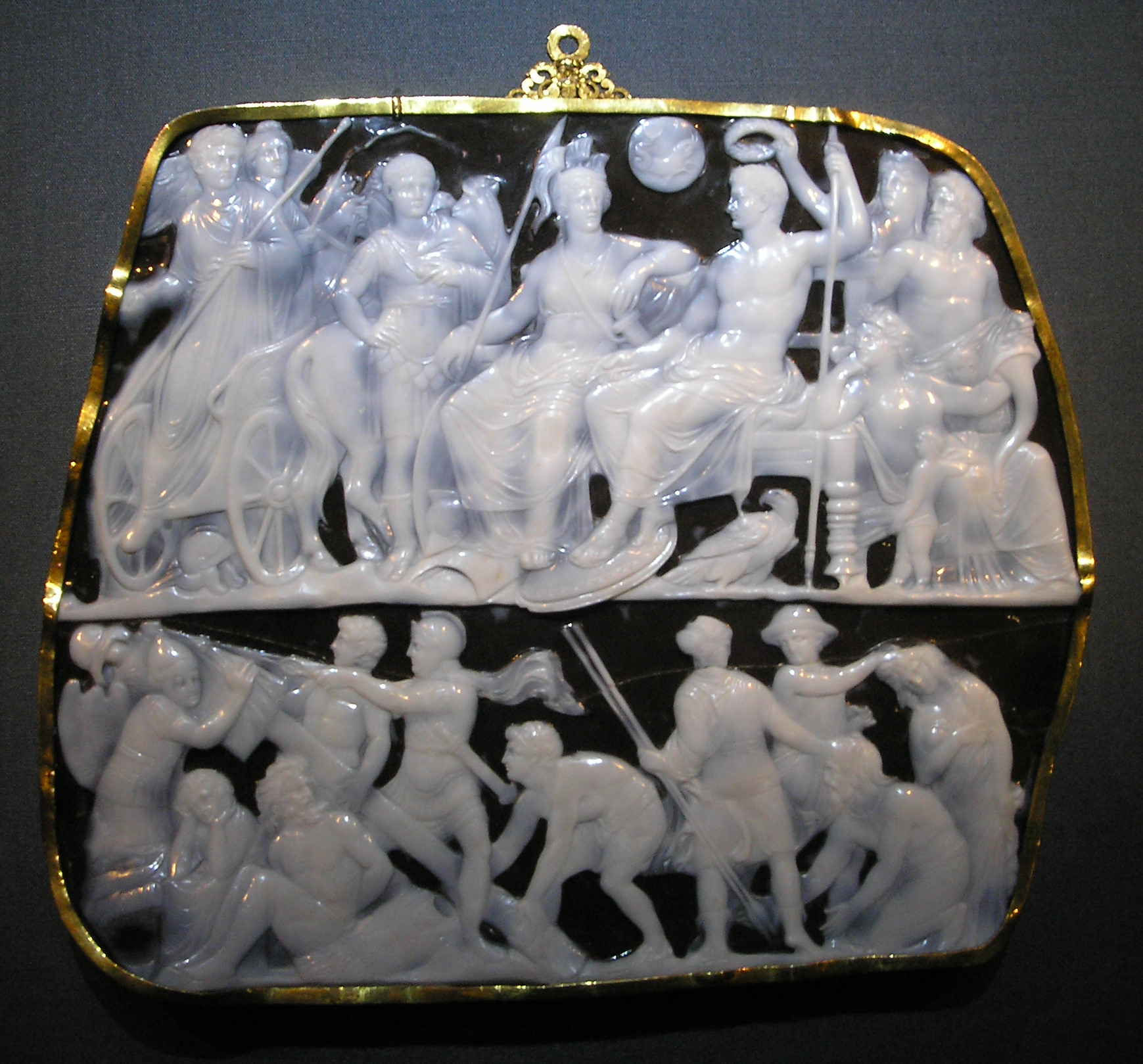
Gemma Augustea, Kunsthistorisches Museum, Vienna

In questi generi minori, i cammei sono i più lussuosi, limitati alle classi elevate e usati generalmente come gioielli. Intagliati in pietre semipreziose come l'agata, il calcedonio, il diaspro, l'ametista e l'onice, sono considerati sculture in miniatura dall'apprezzamento che ne fece John Ruskin, quando fino ad allora erano considerati una forma di incisione. Questa forma di intaglio fu introdotta a Roma dai Greci ellenistici, che furono i primi a conseguire un alto grado di raffinatezza in questo genere. Le sue dimensioni ridotte non devono indurci in errore quanto alla perizia richiesta per questo tipo di lavoro, essendo necessaria una intensa concentrazione e una enorme sensibilità per lavorare la venatura della pietra e i suoi diversi strati per ottenere sottili sfumature di colore ed effetti di luce e trasparenza. La sua datazione è molto problematica, e molti pezzi indicano che sono stati rilavorati in momenti differenti. I migliori esemplari sono diventati pezzi da collezionista avidamente contesi, e tra di essi possiamo menzionare la fantastica Gemma augustea, un grande pezzo di onice bicolore intagliato con due scene composte di vari personaggi.

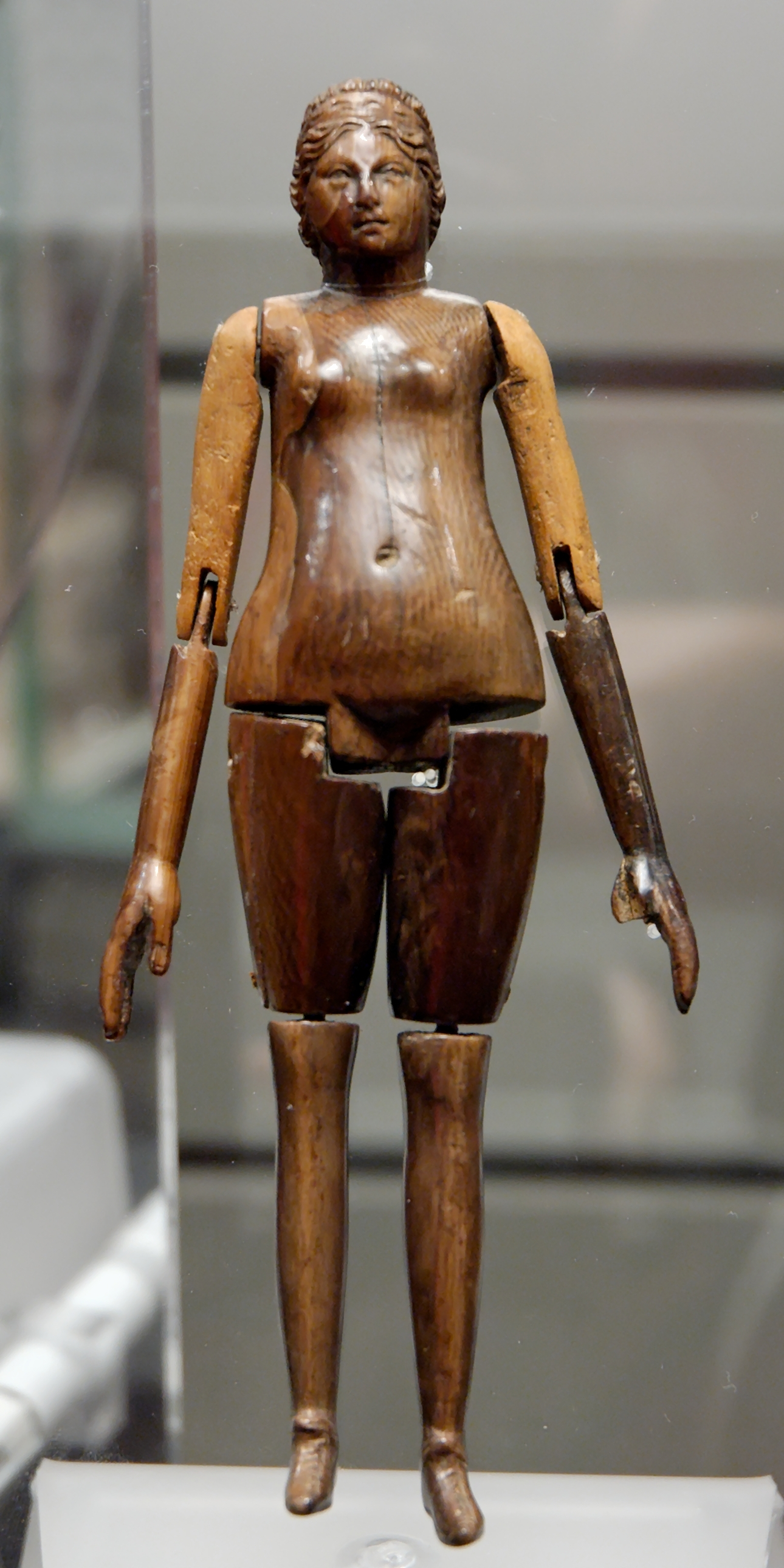
Bambola articolata in avorio, Museo nazionale romano

Durante il periodo imperiale, i cammei godettero di grande prestigio, il che ispirò i Romani a inventare una derivazione in vetro, che offriva il vantaggio di permettere un maggiore controllo sul colore e sulla trasparenza, ma era ancora più difficile, lunga e costosa da lavorare della pietra, presentando considerevoli sfide tecniche, che ancora non sono state totalmente sviscerate dai vetrai contemporanei. Tuttavia, si arrivò a produrre interi vasi di cammeo di vetro con decorazione intagliata, come i famosi Vaso Portland e Vaso delle stagioni.

### Giocattoli
I giocattoli si trovano in tutte le culture, e i Romani non fecero eccezione. I riferimenti letterari abbondano a partire dal periodo ellenistico, e tutto indica che vi fu una enorme varietà di oggetti destinati all'intrattenimento dei bambini, dalle tradizionali bambole fino ai carretti con ruote, mobili, figure di guerrieri e animali, e perfino case in miniatura di metallo, legno o terracotta. I giocattoli sono oggetti eccellenti per lo studio delle condizioni economiche e sociali dell'epoca.

### Statuette di culto privato

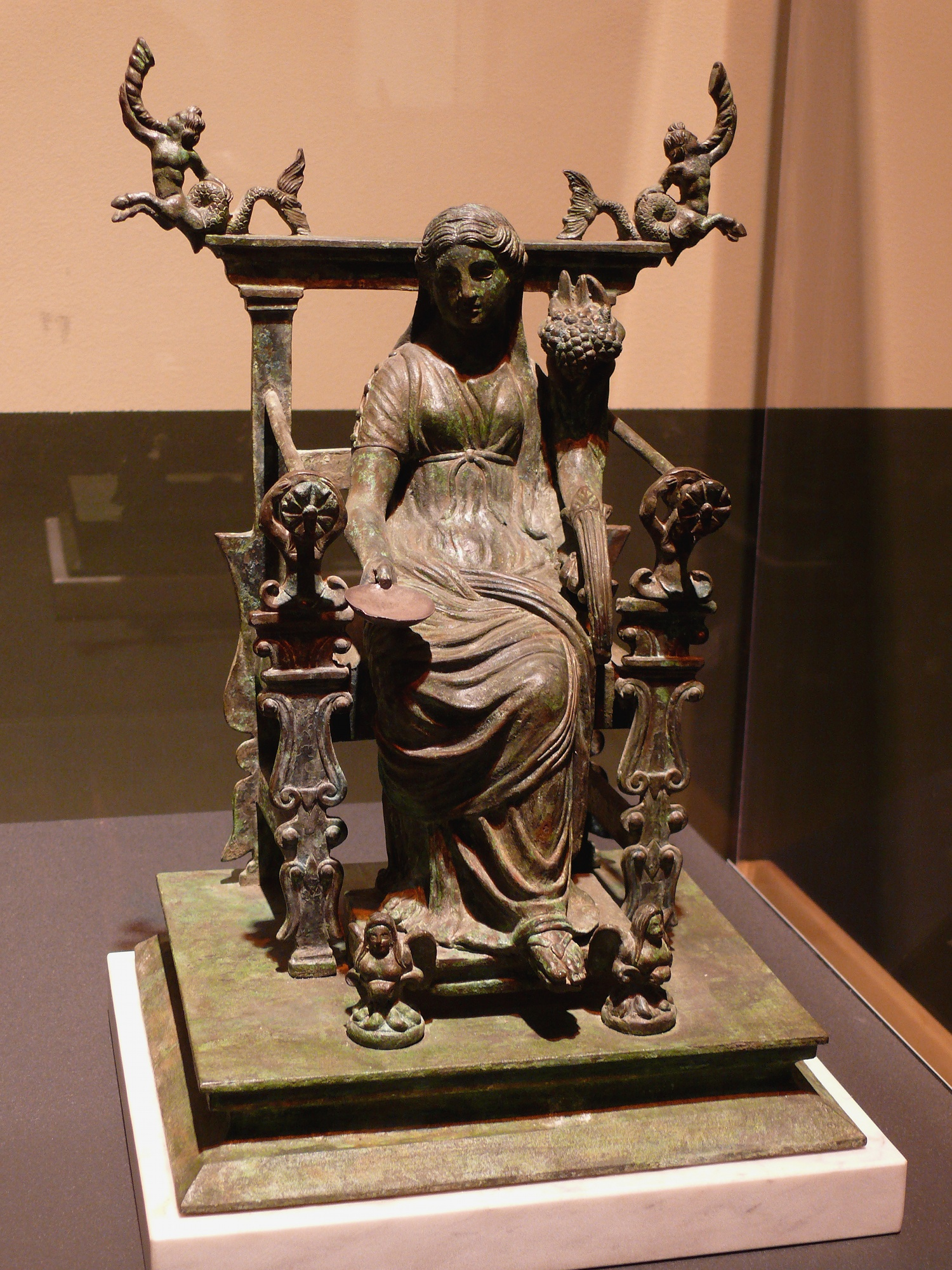
Statuetta di culto privato della dea Fortuna, Discovery Place Science Museum, Charlotte (Carolina del Nord)

Nell'ambito religioso si distinguono le statuette di culto privato di molte divinità del pantheon romano e delle divinità familiari e regionali. L'abitudine dell'antropomorfismo degli dei fu ereditata dagli Etruschi e dai Greci, e quindi praticamente tutte le forze naturali e i poteri astratti assunsero per i Romani un aspetto umano e ricevettero un culto, benché la loro religione non fosse rigidamente organizzata e il culto privato (più che quello pubblico) avesse un importante ruolo. I musei sono pieni di statuette di culto domestico, il che dimostra la loro ampia diffusione in tutto l'impero. La loro qualità artistica è molto variabile, ed è da credere che quelle adoperate dalla gente comune siano ordinarie e poco attraenti, ma vi sono esempi di grande raffinatezza. In questo campo non era l'aspetto estetico delle statuette ciò che aveva valore, bensì la loro efficacia per i Romani come ponti di comunicazione tra i mortali e il soprannaturale.
Funzione simile rivestono le statuette-amuleto. Nella complessa e multiforme religione romana la magia aveva un ruolo non insignificante, e in essa gli amuleti trovavano il loro posto. I Greci e gli Etruschi li usavano, e diversi autori classici ne parlano con favore, come Plinio e Galeno. Anche i Romani ne fecero un costume generalizzato, specialmente durante l'epoca tardo-imperiale. Benché gli amuleti fossero generalmente oggetti piccoli e portatili, non necessariamente figure, sopravvivono una serie di statuette che svolgono la stessa funzione, ritraendo gli spiriti protettori delle abitazioni associati agli antenati, i Lari, profondamente venerati in santuari domestici, o Priapo, il dio fallico, la cui immagine era considerata un potente rimedio contro il malocchio, la sterilità e l'impotenza, e che era collocata nella parte esterna dell'entrata delle case.

### Utensili decorati
Resta infine da fare una breve menzione dei vasi, dei servizi da tavola, delle lampade, delle maniglie da porta e di molti altri tipi di oggetti utensili con una decorazione che si avvicina alla scultura propriamente detta, una categoria molto varia di pezzi che testimonia l'ampia applicazione della scultura nell'antica Roma. Le lampade e i bracieri potevano essere decorati con immagini in rilievo che mostravano scene religiose, mitologiche ed erotiche, in accordo con l'ubicazione alla quale erano destinati e potevano avere uno o più piedi molto ornati. Anche piatti, pentole, ciotole e vasi potevano presentare rilievi, o manici e colli di forme stravaganti. Nella ceramica si distingue il tipo della terra sigillata, una specie di vaso decorato con incisioni e rilievi, che ebbe larga diffusione, e le antefisse decorative, installate nei bordi dei tetti, che potevano essere realizzate in forme astratte o figurative.
|  |  |

## Scultura tardo-imperiale

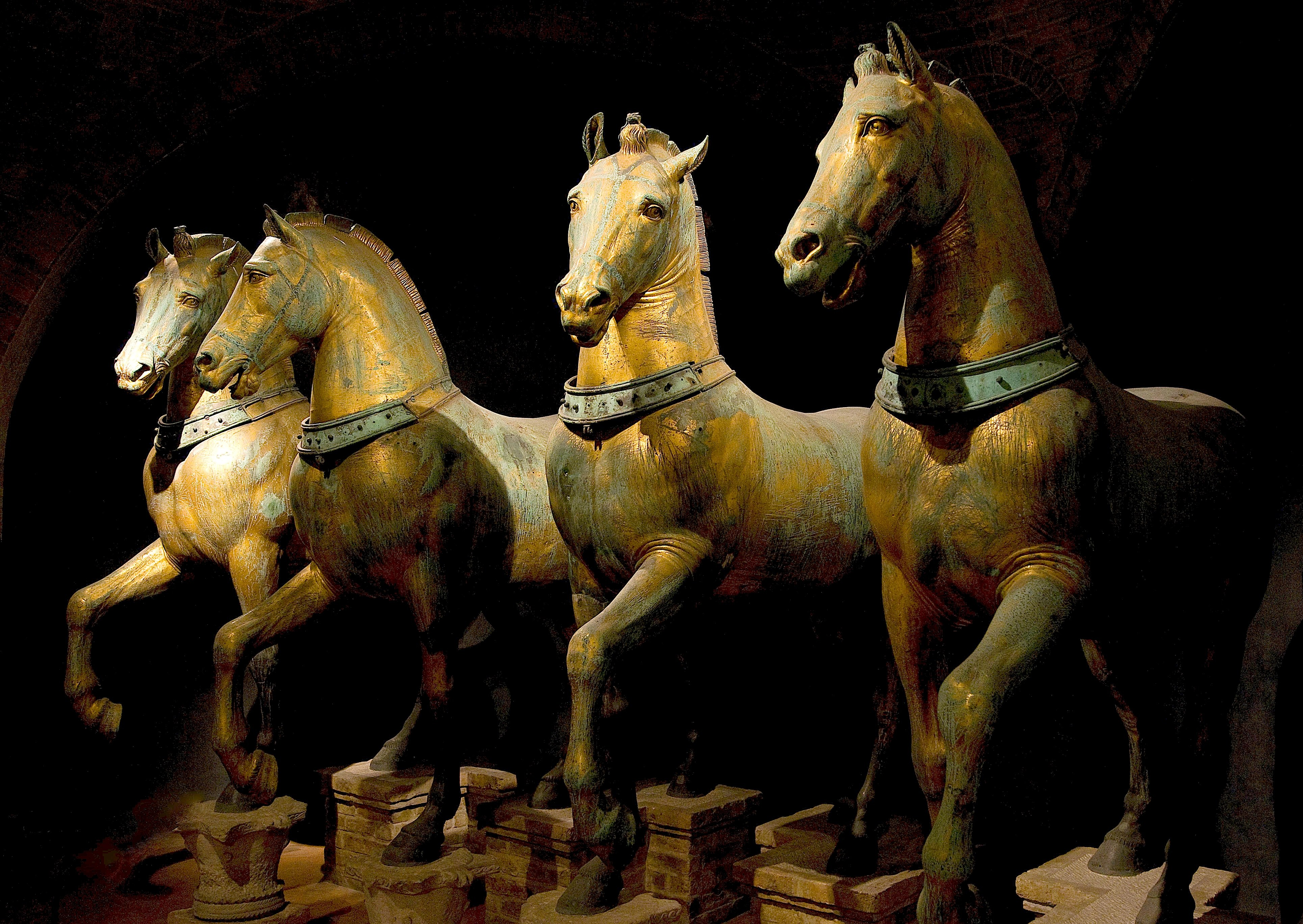
I cavalli di San Marco (oggi a Venezia), in origine nell'ippodromo di Costantinopoli, unico esempio di quadriga romana a noi pervenutaci

Come detto in precedenza, gli ultimi secoli dell'impero (dal III al V secolo) videro la nascita di un contesto culturale totalmente nuovo. A volte questa fase di trasformazione è stata vista come una decadenza artistica, ma è giusto ricordare che il canone greco fu il risultato di un'epoca e un contesto ben determinati, e sebbene abbia modellato le origini artistiche di Roma e gran parte del suo percorso, i tempi e il territorio erano cambiati, e il classicismo stava incominciando a diventare un ricordo del passato e un riferimento simbolico o storistico anziché una realtà viva. Ora Roma aveva una propria storia, ed entrava in un periodo di intensi scambi con grandi culture antiche del Vicino Oriente, il cui corpo di idee, religioni, arte e aspirazioni divenivano parte integrante della cultura romana. Allo stesso modo, le numerose province imperiali, che si estendevano dalla Spagna, Gallia e Britannia alla Persia, Arabia, Caucaso e Nordafrica, sviluppavano stili sincretistici con le proprie tradizioni locali, creando opere che erano accettate tanto per la visione metropolitana come per quella provinciale, sebbene interpretate in maniera diversa in ciascun luogo.

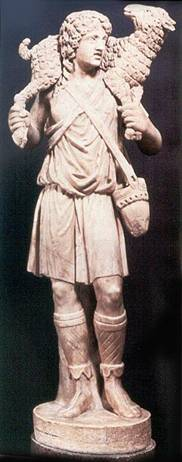
Il Buon Pastore, bassorilievo paleocristiano del IV secolo rilavorato come scultura nel XVIII secolo, Musei Vaticani

In un'epoca di effervescenza culturale e di grande diversità di principi estetici, la permanenza degli elementi classici in tutte le parti, modificati, è certo, in gradi diversi, consentiva ancora di mantenere canali di comunicazione aperti e agiva come una specie di lingua franca artistica. Il sincretismo fu sempre una caratteristica dell'arte romana, ma nell'epoca tardo-imperiale assunse un ruolo di cruciale importanza. Dopo la cristianizzazione dell'impero, le norme dell'arte pagana furono adottate dagli imperatori cristiani senza alcuna esitazione, sebbene adattate ai nuovi temi. Quando Costantinopoli divenne la nuova capitale, si riempì di allusioni architettoniche e artistiche all'«antica Roma», un desiderio dichiarato di mantenere la continuità delle tradizioni antiche, anche se esse dovevano essere riformate per soddisfare le necessità di un nuovo contesto. In realtà non vi fu una permanenza letterale del classicismo, che sarebbe stata impossibile: ciò che accadde fu una continuità «selettiva». Questo processo fu cosciente e volontario, come conferma la letteratura dell'epoca. Alcuni prototipi formali furono mantenuti, mentre un grande repertorio di altri modelli fu semplicemente condannato all'oblio. Il mascheramento dei rapidi cambiamenti sociali e politici che avvenivano sotto le forme elette derivate dall'eredità classica fornì una coesione culturale importante in un momento in cui gli elementi costitutivi dell'impero tendevano alla diversità, e quando la frammentazione dello stato stava già diventando una minaccia reale.

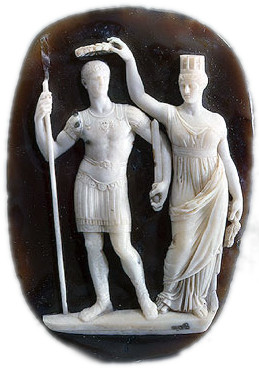
Cammeo che mostra Costantino nella sua incoronazione a Costantinopoli, del IV secolo, Museo dell'Ermitage

L'élite continuava a ricevere un'educazione classica e si manteneva conservatrice. I suoi membri leggevano autori consacrati, e attraverso di loro si familiarizzavano con la tradizione ancestrale, sviluppando il gusto per essa. Le città, le ville aristocratiche e i teatri erano decorati con immagini ancora pagane. La conversione di Costantino al Cristianesimo nel 312 determinò una rottura con questa tradizione, anche se non immediatamente né in forma completa.

Secondo Rachel Kousser:
Il prestigio delle statue pagane rimase elevato fino al IV secolo d.C.; neanche l'ascesa del Cristianesimo e il bando del culto antico da parte di Teodosio I nel 391 provocò una immediata distruzione delle immagini religiose e decorative. Prudenzio, alla fine del IV secolo della nostra era, raccomandava ancora che si preservassero le statue degli idoli pagani come «esempi dell'abilità dei grandi artisti, e come splendido ornamento delle nostre città», e Cassiodoro racconta come si facevano sforzi ancora nel IV secolo per conservare le antiche sculture pagane come testimonianza della grandezza imperiale per la posterità. Malgrado ciò, in seguito la politica del papato e dell'impero cambiò, e i monumenti dell'antichità cominciarono a essere saccheggiati allo scopo di recuperare il materiale per usarlo in altre opere, stimolando una sconcertante ondata iconoclasta in tutto l'impero che decretò la scomparsa della grande maggioranza della favolosa collezione di opere d'arte accumulate lungo i secoli.

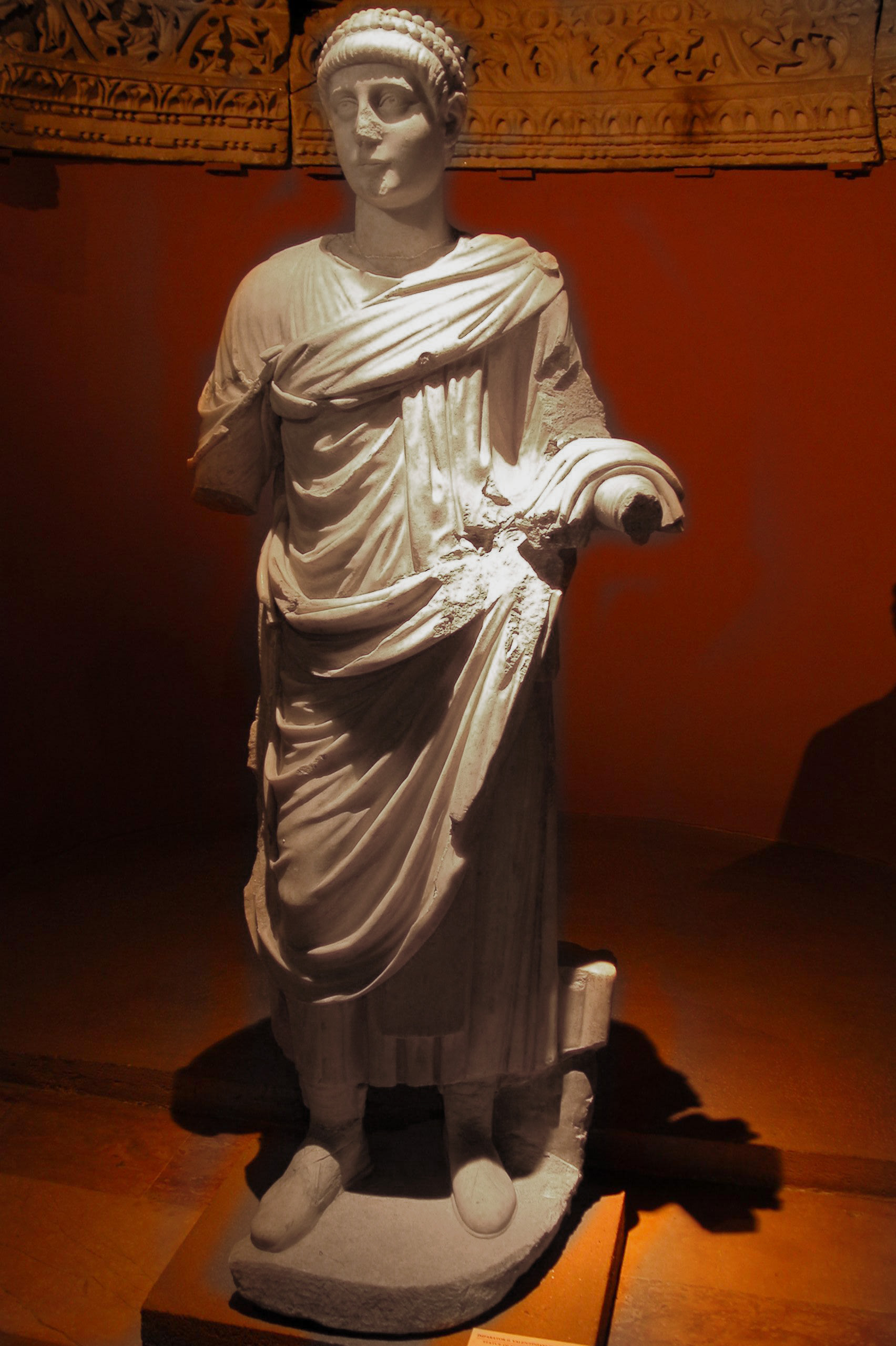
Valentiniano II, IV secolo, Musei archeologici di Istanbul
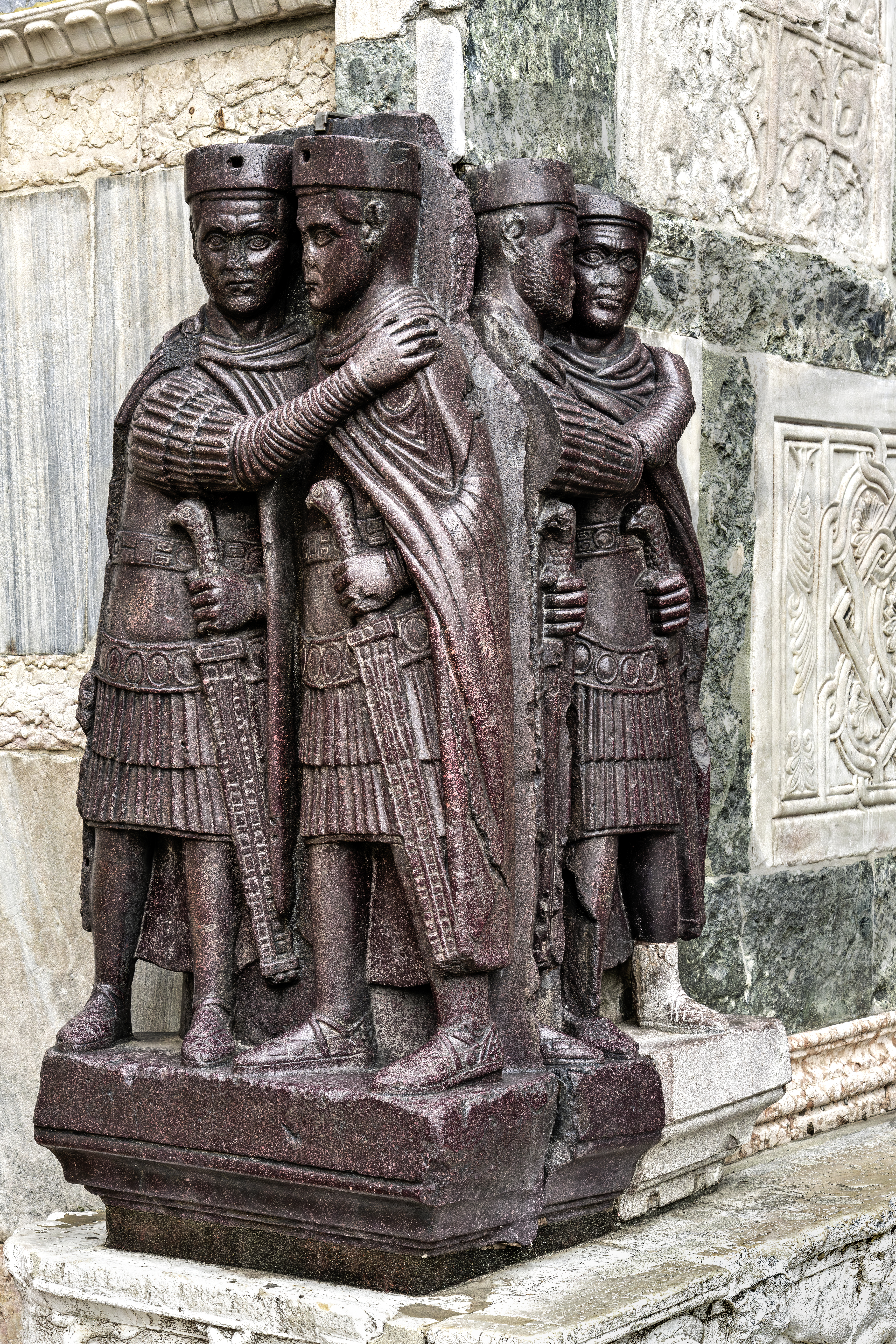
Gruppo dei Tetrarchi, IV secolo, Basilica di San Marco.
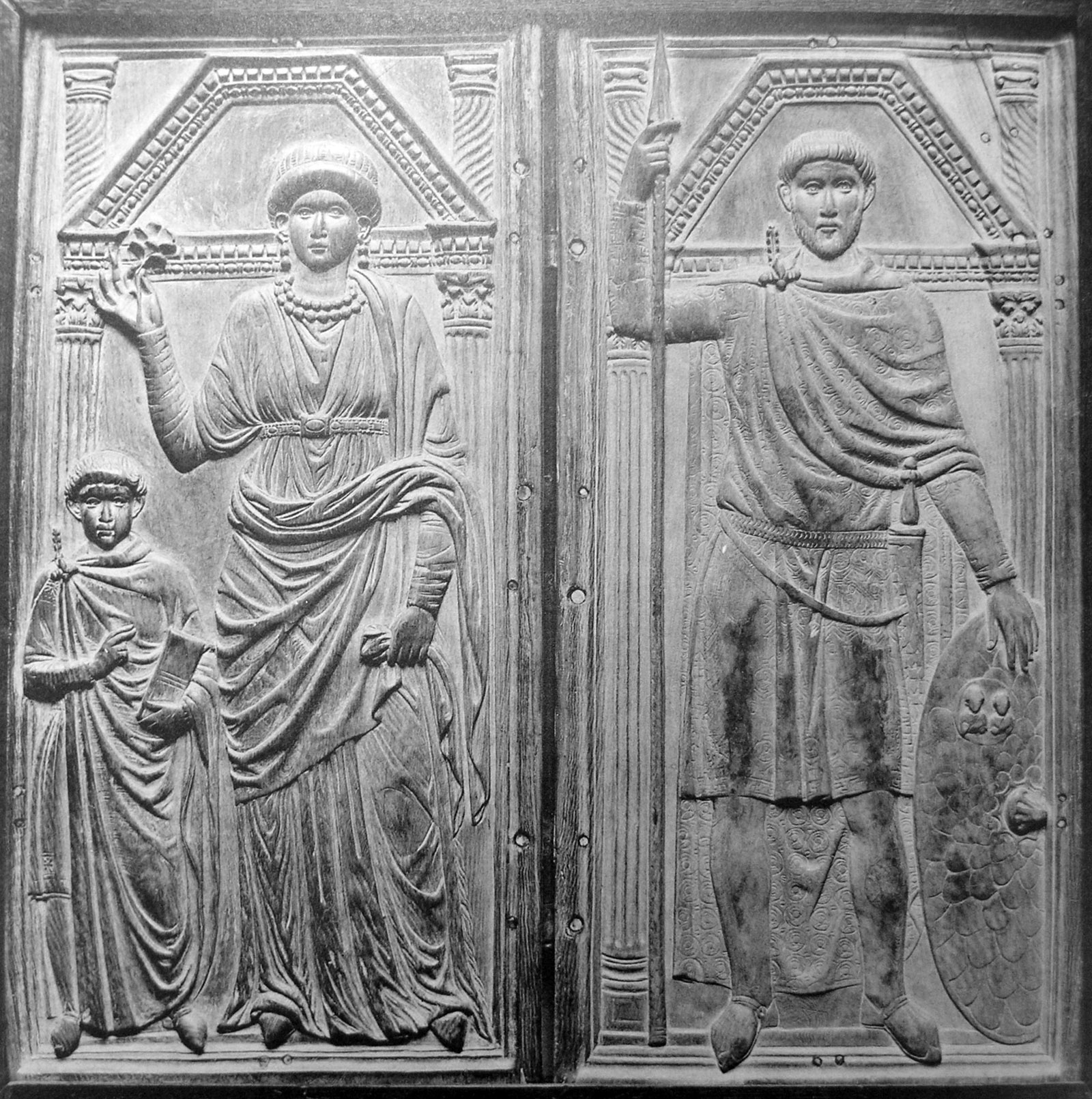
Dittico di Stilicone, c. 395, Museo del Duomo di Monza
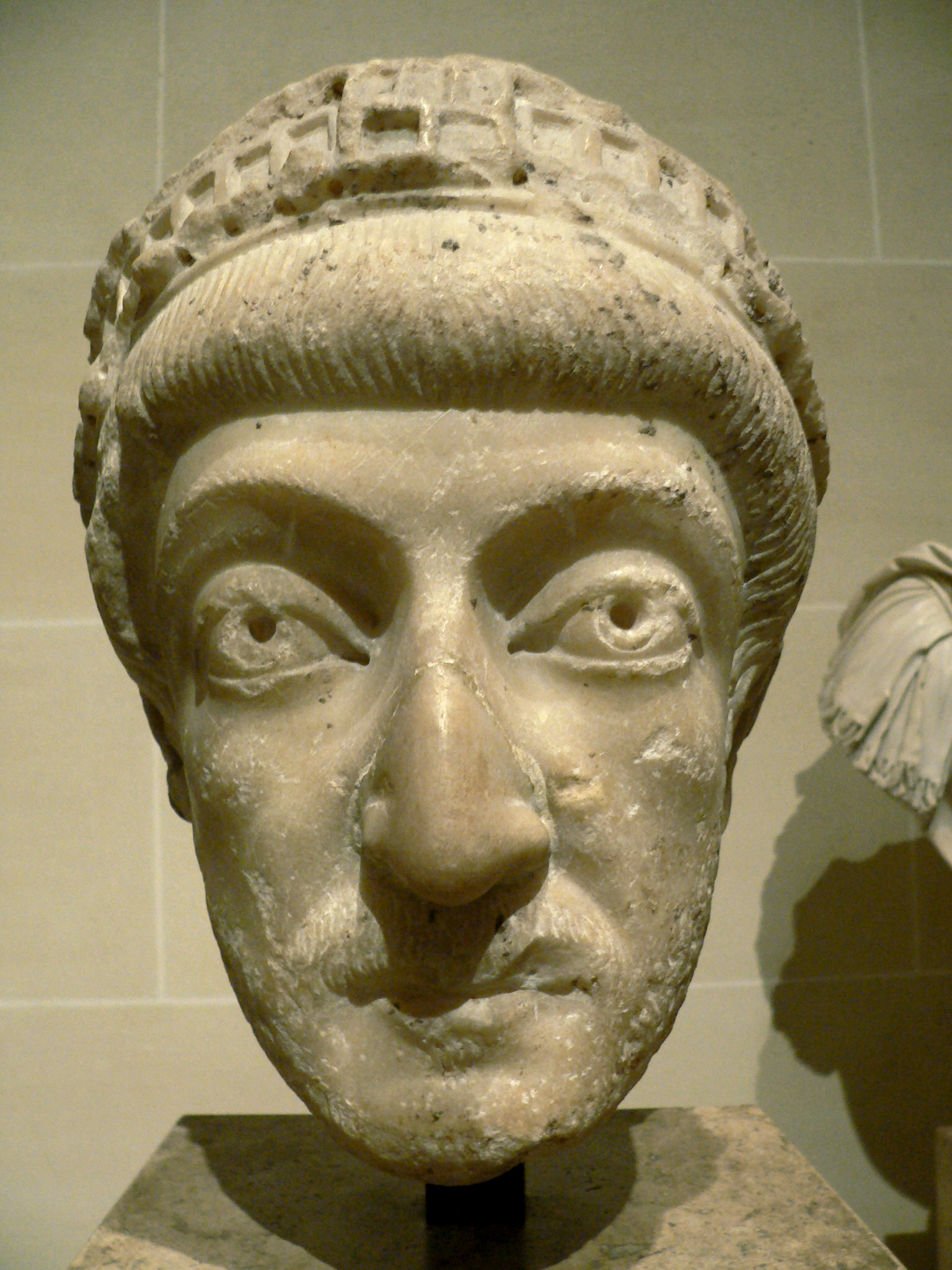
Teodosio II, V secolo, Museo del Louvre

## Uso del colore come risorsa mimetica ed espressiva

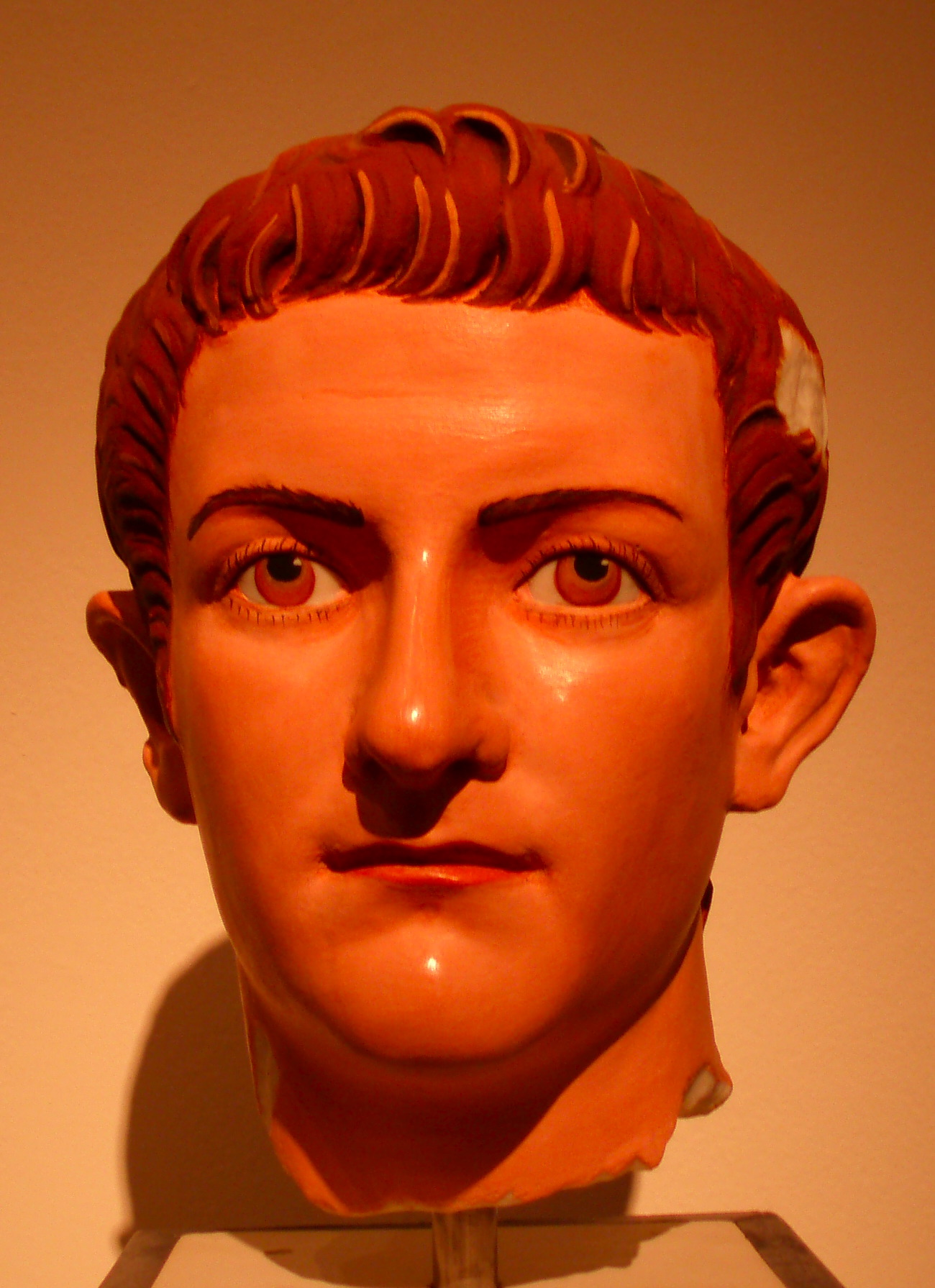
Ricostruzione moderna della policromia originale in una replica di un ritratto di Caligola, esposizione Bunte Götter (2005)

Come complemento del lavoro del taglio della pietra o della fusione del bronzo, l'effetto finale del pezzo scolpito era modificato con l'aggiunta di policromia sulla superficie, una pratica ereditata dai Greci e realizzata comunemente, come dimostrano i resoconti storici, e che dava alle sculture un aspetto totalmente diverso da come le vediamo oggi nei musei, solamente di pietra o di bronzo. Questo fatto storico, sebbene conosciuto da almeno due secoli, causa ancora oggi stupore, e di fatto diede luogo a un concetto erroneo, perfino tra gli archeologi e i conservatori dei musei che credevano che le opere originali fossero realizzate lasciando le apparenze del materiale impiegato, errore evidente che si perpetuò fino a poco tempo fa. Quest'uso decorativo dei pigmenti era in realtà un fatto fondamentale nell'arte antica, e non vi erano statue, fregi o rilievi che non ricevessero almeno dettagli di colore, quando non erano completamente dipinti.
Oltre alla pittura si usava inserire pezzi di altri materiali colorati come argento e oro, smalto, madreperla e vetro, per far risaltare certi tratti o parti anatomiche, e certi tipi di marmo colorato e pietre nobili come l'onice, l'alabastro e il sardonio, ricche di venature multicolori e trasparenze, potevano essere utilizzati in alcune parti degli indumenti delle statue per creare effetti più lussuosi. Recenti ricerche pubblicate insieme a esposizioni tematiche di grandi opere con il restauro dei loro colori originali, hanno offerto una visione completamente nuova dell'arte classica.

## Lascito
I Romani furono il primo popolo a essere orgoglioso di fiorire all'ombra di una cultura straniera. Virgilio, nella sua Eneide, faceva dichiarare allo spettro di Anchise rivolto a Roma, non ancora nata, che nelle arti e nelle scienze essa sarebbe stata sempre inferiore ai Greci, ma li avrebbe superati nella guerra e nell'amministrazione pubblica. In un'altra parte il poeta si vantava perché la sua musa era stata la prima a cantare in versi alla maniera di Teocrito, e altri casi simili abbondano nella letteratura contemporanea dell'epoca. Come si è dimostrato, tutta la produzione romana di scultura fu una immensa debitrice dell'esempio greco, e lo stesso avvenne con le altre arti, come la poesia, la musica e l'architettura. Questo è un fatto, ma è stato interpretato da autori influenti come Arnold Toynbee e Roger Fry a demerito dei Romani, vedendoli come un popolo essenzialmente imitativo, una sottospecie di ellenisti, e il cui unico valore artistico sarebbe stato quello di trasmettere alla posterità l'eredità greca. Questa opinione rifletteva la posizione della critica alla fine del XIX secolo, che in sostanza incolpava i Romani di non essere greci, ma ironicamente essa deriva dagli stessi Romani, che mantenevano in relazione al loro ruolo di epigoni un atteggiamento allo stesso tempo orgoglioso e modesto. Ma come abbiamo visto ciò non impedì che i loro scultori sviluppassero alcuni tratti di evidente originalità, riconosciuti da altri critici, rendendo quell'accusa, per quanto basata su una chiara evidenza, non del tutto giusta.
D'altra parte, giudicare una cultura antica da un punto di vista moderno è sempre una manovra temeraria. I Romani si caratterizzavano per possedere genericamente un alto spirito pubblico e una forte avversione all'individualismo e alle eccentricità, il che fece sempre paura ai Greci, e le tradizioni ancestrali, pubbliche e familiari, furono sempre oggetto di estrema venerazione. Virgilio racconta nell'Eneide la storia di Enea che porta sulle spalle suo padre nella fuga da Troia, che diventò un modello della pietas romana, il dovere onorevole verso i padri, e perfino in epoche sconvolte da dispute politiche ed élite immorali e decadenti, anche se erano comuni in tutta la società comportamenti che oggi vediamo come crudeli e bizzarri, tra le qualità più apprezzate in un romano, vi erano la parsimonia, la severitas, la frugalitas e la simplicitas — parsimonia, austerità e dignità, frugalità e semplicità — ripetutamente elogiate nella letteratura coeva. Tenendo conto di questi fattori, la sua apparente mancanza di originalità diventa relativa e un tratto culturale identitario. In tutti i modi, la scultura ci offre molto materiale per poter studiare tutto il lascito romano e comprendere il suo peculiare atteggiamento in ambito culturale.

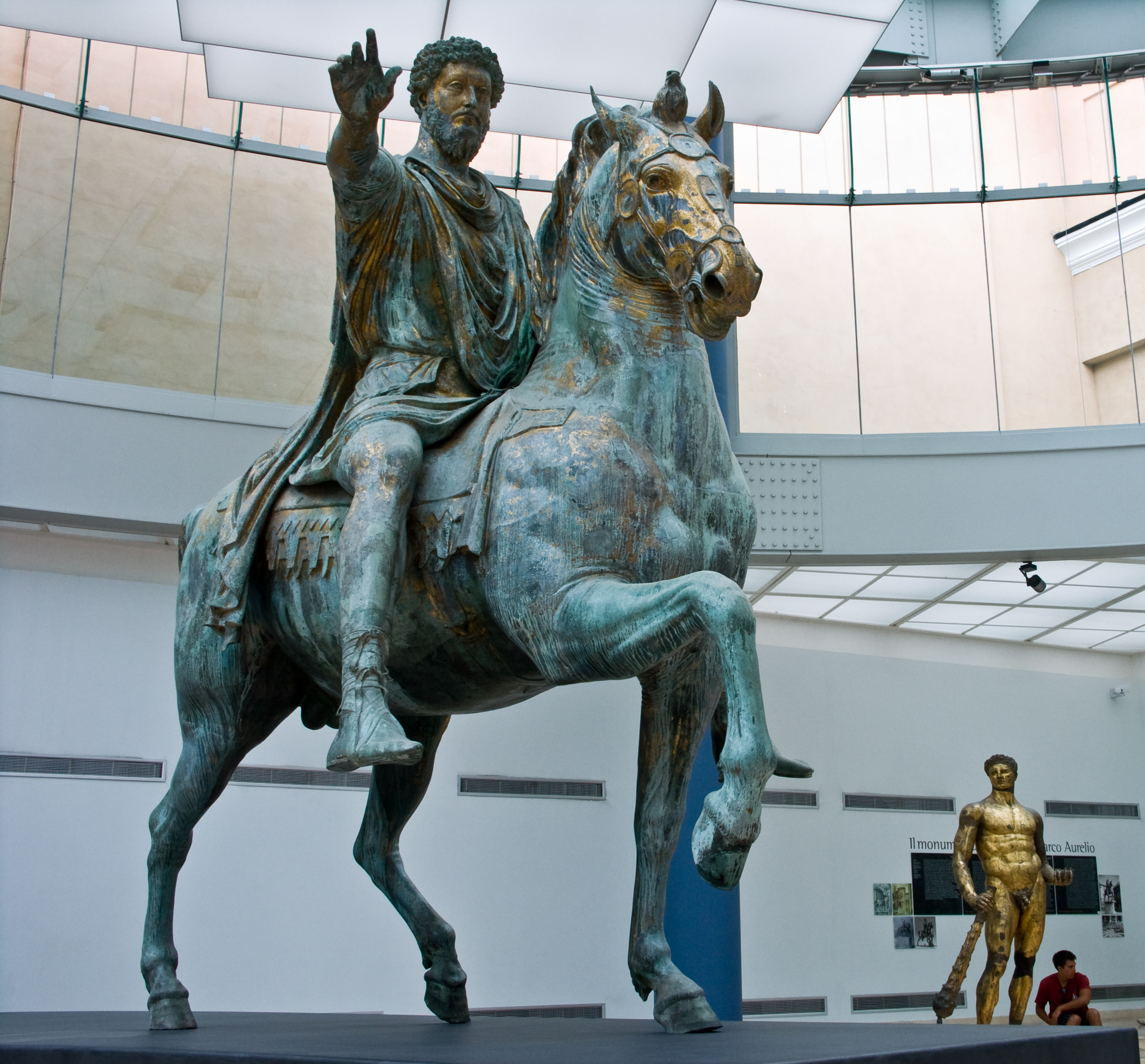
Statua equestre di Marco Aurelio, ca. 176, Musei Capitolini

L'esempio dell'arte romana fu profondamente trasfigurato nel Medioevo: le invasioni barbariche e soprattutto l'avvento del nuovo culto cristiano cambiarono profondamente la concezione dell'arte e dei valori culturali, non rendendo più necessaria l'imitazione del dato reale dei soggetti. Tuttavia col Rinascimento si tornò a guardare alla scultura romana "imperiale" come un nuovo imprescindibile modello, rendendola un elemento fondamentale per l'elaborazione di una nuova estetica di quell'epoca. Raffaello, cosciente della vastità della perdita di opere antiche in tempi anteriori, deplorò l'abitudine di riutilizzare il marmo e il bronzo per creare altri oggetti, e la scoperta di vari esemplari di alta qualità della scultura romana in questo periodo causò sensazione nella società rinascimentale, stimolando copie e nuove interpretazioni, la ricerca ansiosa di altri resti in innumerevoli scavi archeologici, e la comparsa di un flusso di riproduzioni in incisione. La loro influenza sulla scultura del periodo è assolutamente innegabile.
Durante il Barocco l'interesse per la statuaria antica non diminuì. Maestri come Bernini erano notori amanti dell'arte greca e romana, e la sua produzione deve molto agli esempi antichi e ai temi classici, tuttavia si andava verso un superamento del modello classico, in favore di effetti maggiormente dinamici e teatrali. Nel XVIII secolo, formandosi tra le élite il costume del «Grand Tour Europeo», Roma era la visita obbligata, e il desiderio della conoscenza e dell'acquisizione dell'arte dell'antichità classica si trasformò in una mania, determinando a fine del secolo il diffondersi del Neoclassicismo. Tra i secoli XVIII e XIX si formarono diverse collezioni private importanti in vari paesi, e che in Inghilterra, in particolare, servivano anche a garantire la buona reputazione sociale dei proprietari e a facilitarne l'accesso a incarichi pubblici. Malgrado gli artisti neoclassici ammirassero la produzione greca, la loro reinterpretazione dello stile classico in realtà si basava anzitutto su principi romani, per il semplice fatto che le opere conosciute in quell'epoca erano quasi tutte romane, e non greche. A metà del XIX secolo, con la riapertura della Grecia verso l'occidente dopo un lungo dominio turco, con la realizzazione di varie ricerche archeologiche che portarono alla luce una grande quantità di opere originali greche, e sotto l'influenza della corrente romantica, il gusto del pubblico tese verso l'Ellenismo, ma neanche allora l'arte romana cadde in disgrazia, poiché un nuovo impeto collezionistico di nuovi ricchi nordamericani mantenne alta questa tradizione. Nel XX secolo, tuttavia, la rivoluzione modernista condusse a una drastica diminuzione della capacità dell'arte romana di ispirare le nuove generazioni di artisti, sebbene le collezioni di scultura dell'antica Roma continuino fino ai giorni nostri ad attrarre moltitudini in tutti i musei dove sono esposte e siano parte importantissima del patrimonio di una civiltà la cui memoria rimane sorprendentemente viva, e dalla quale nacque la nostra stessa cultura.